# Railjet

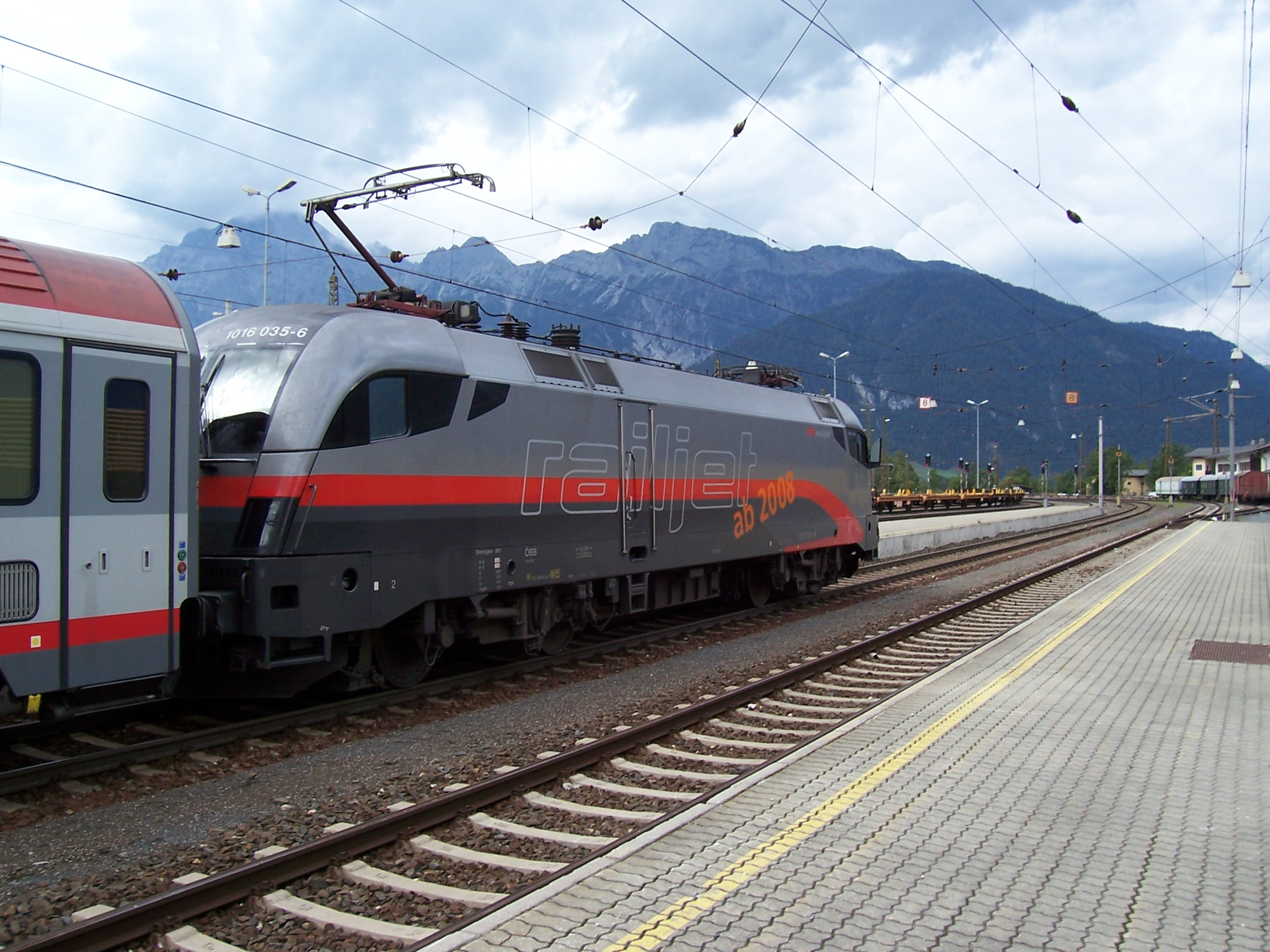
Az egyik Railjet-próbafestésű Taurus Saalfelden-ben 2007-ben

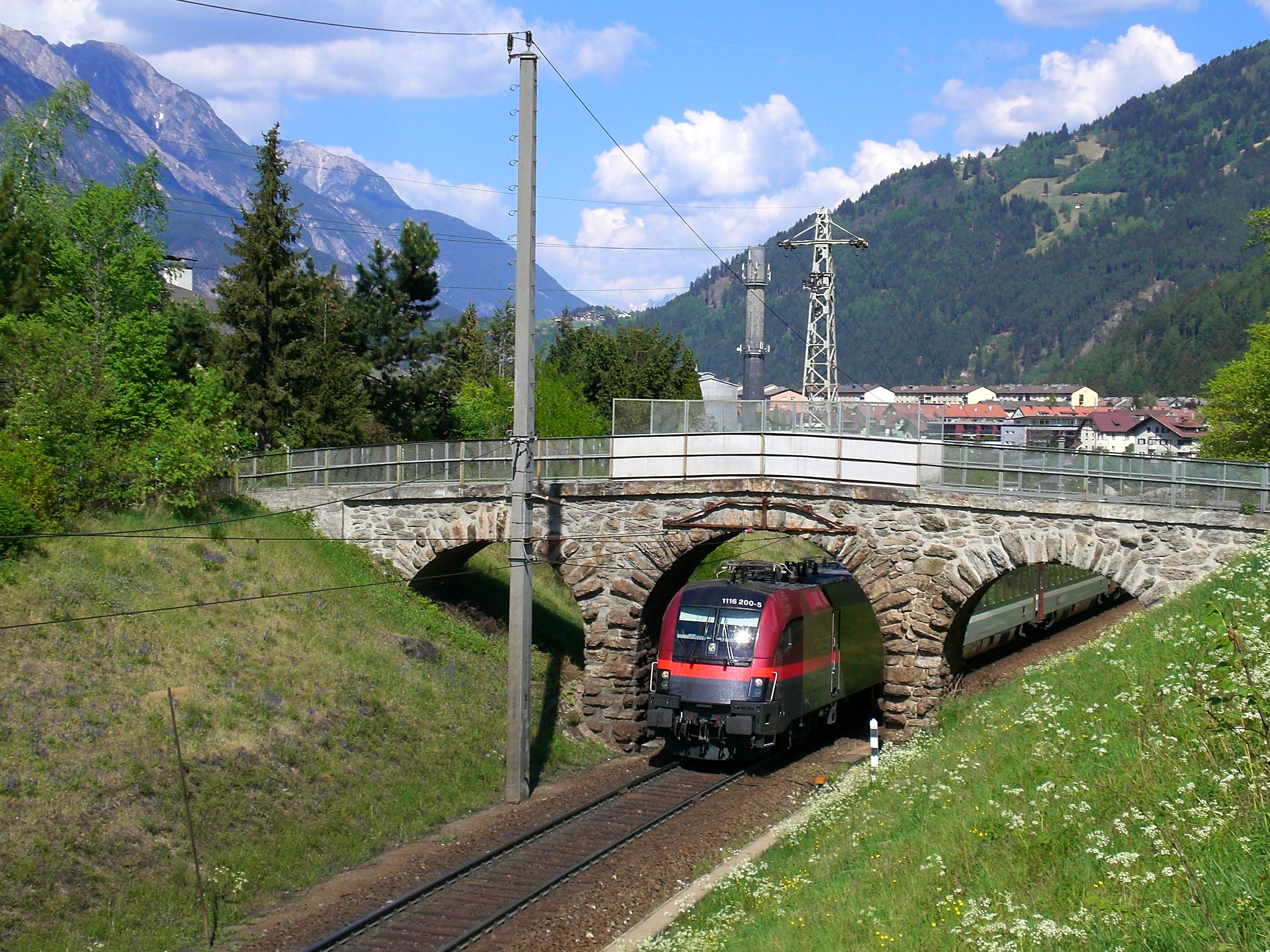
Railjet festésű mozdony 2007-ben egy EuroCityvel

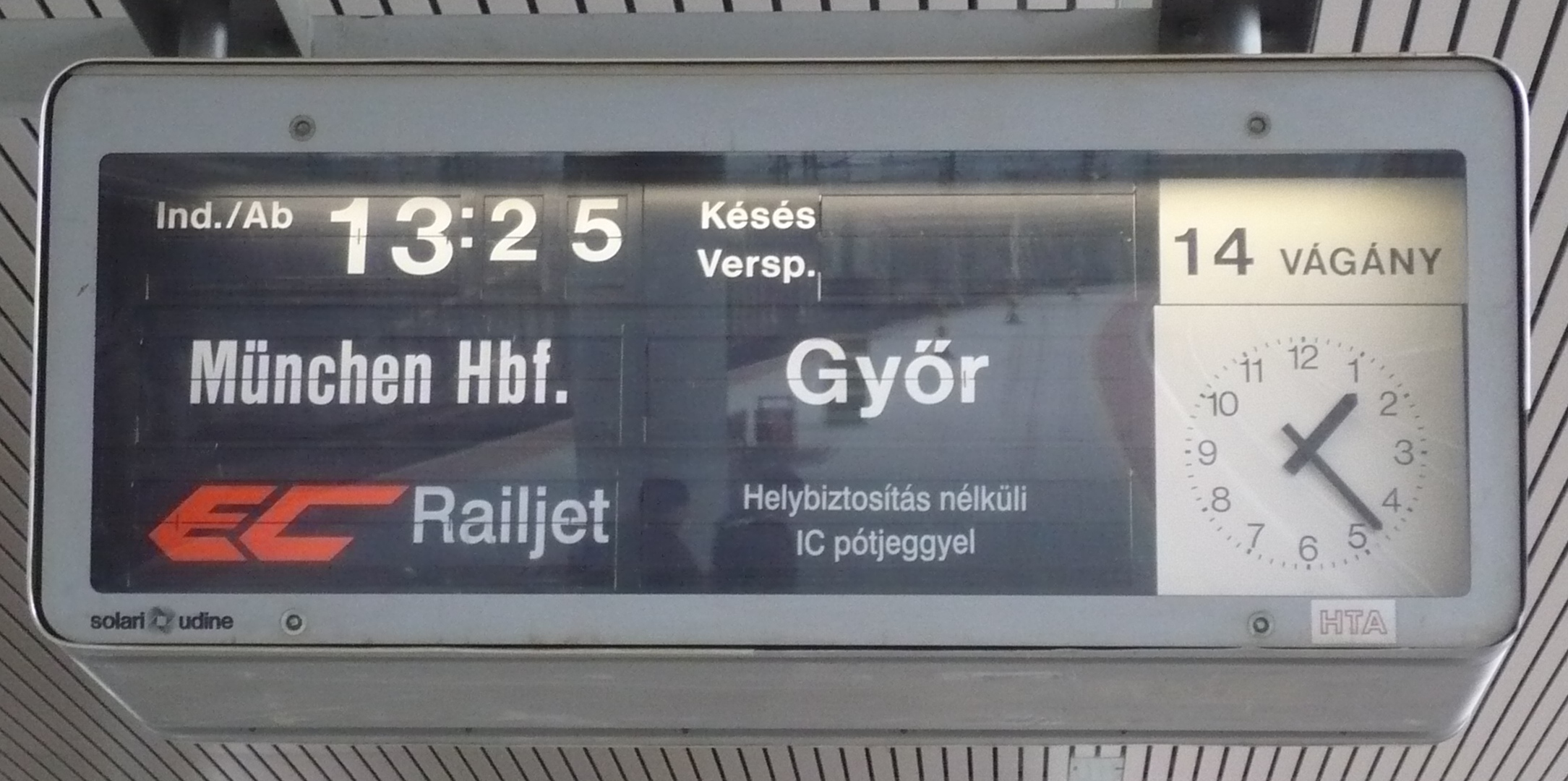
Utastájékoztató tábla Kelenföldön

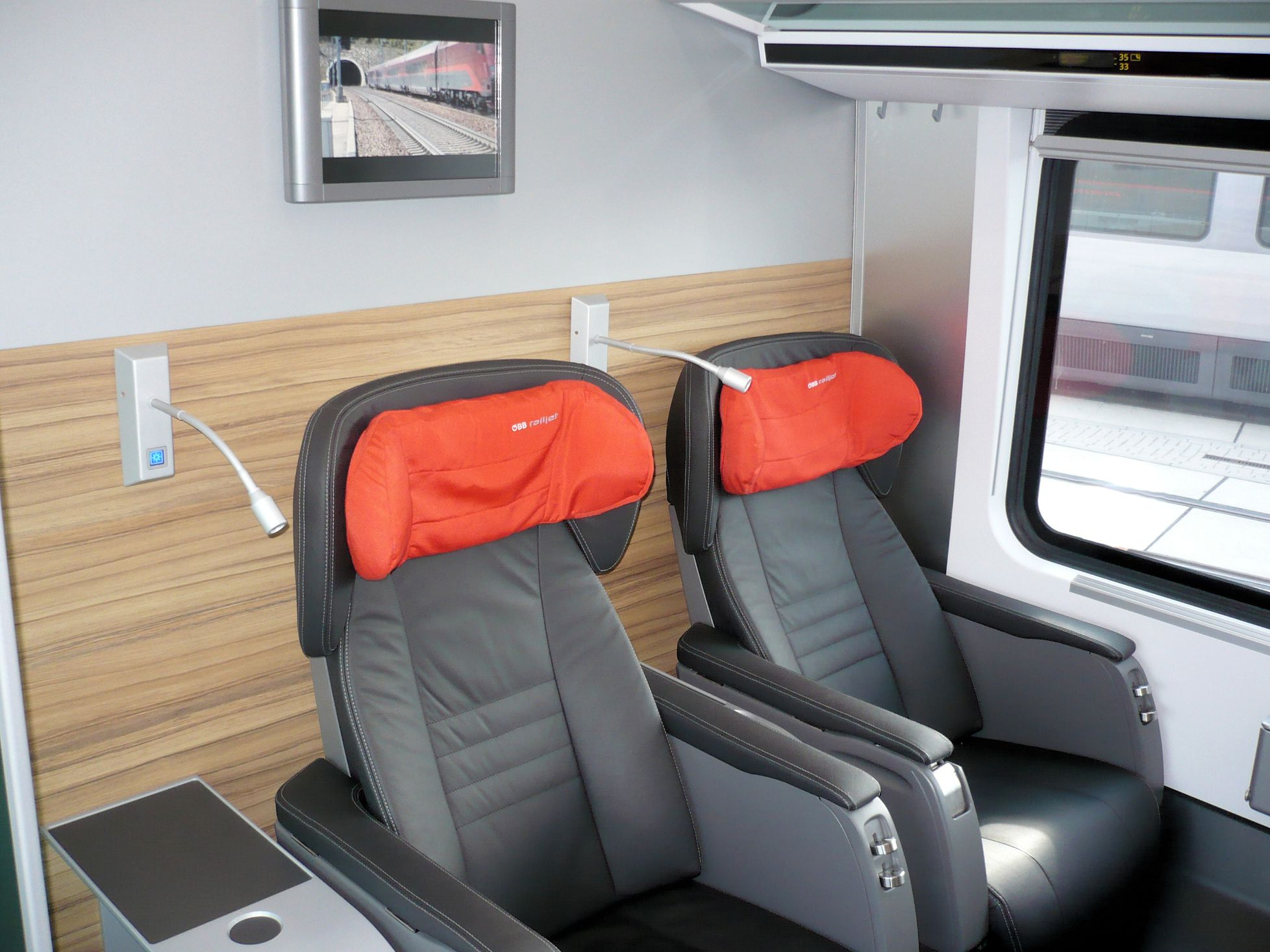
Business osztály

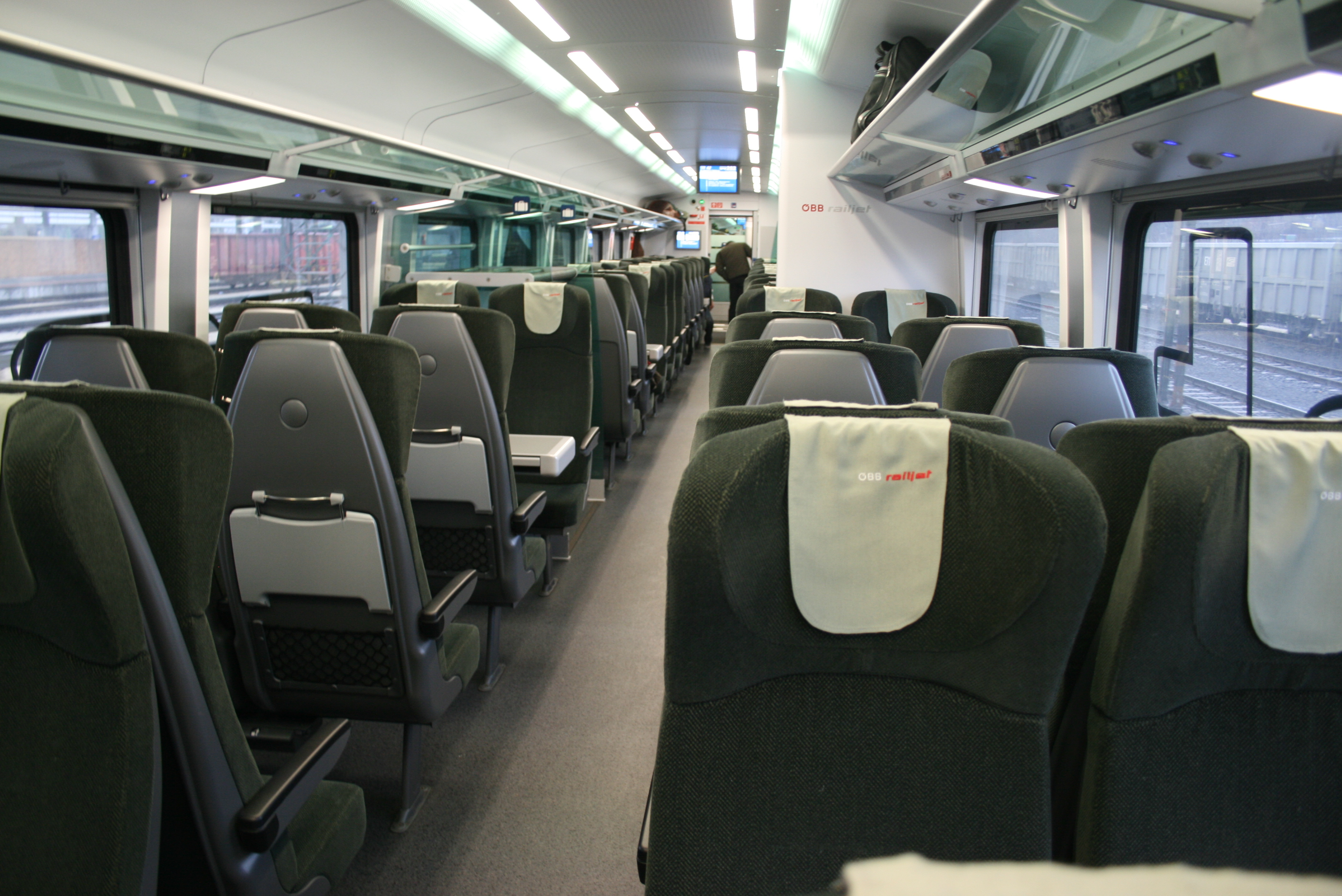
A másodosztály utastere

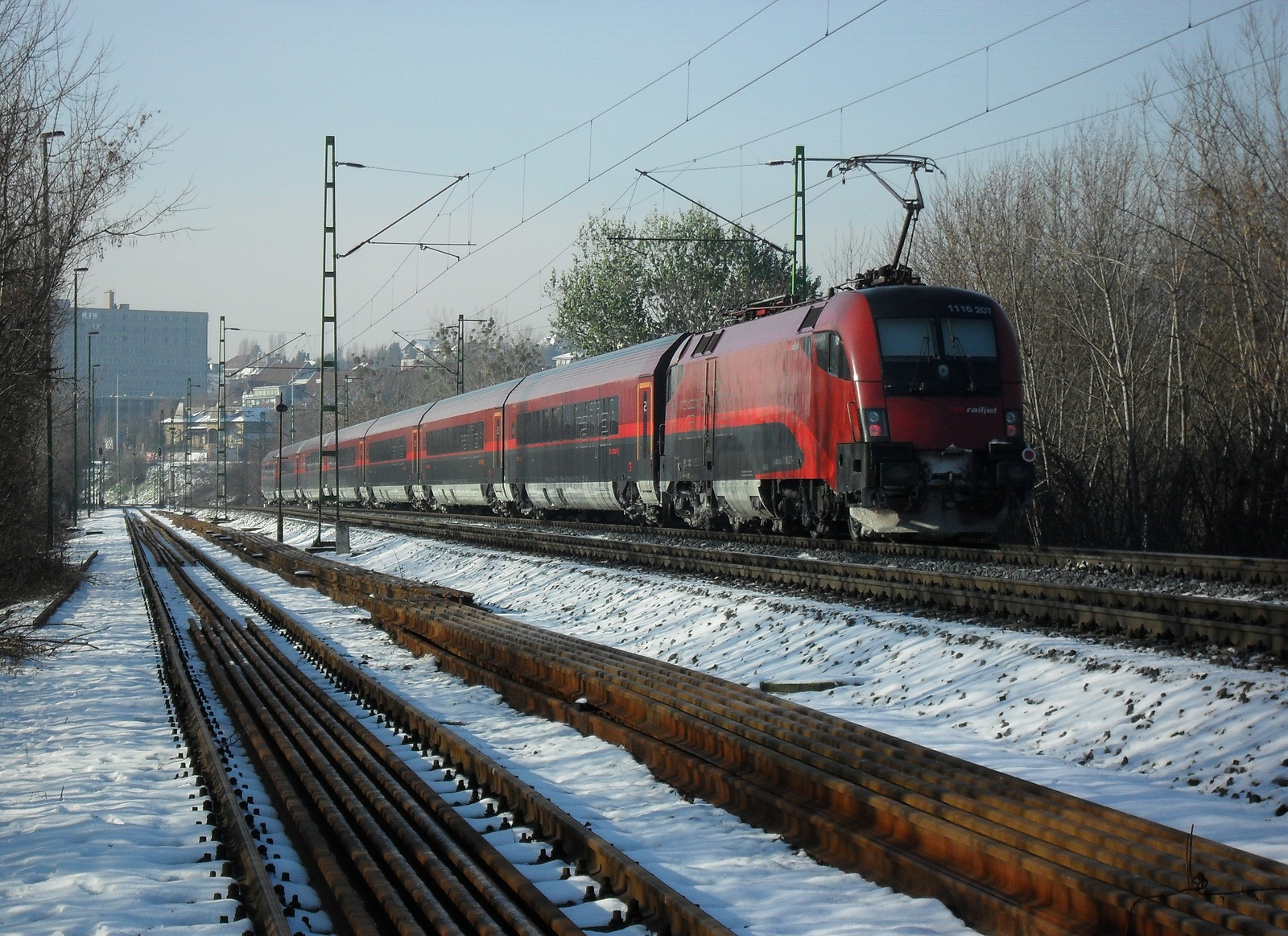
Railjet mozdony...

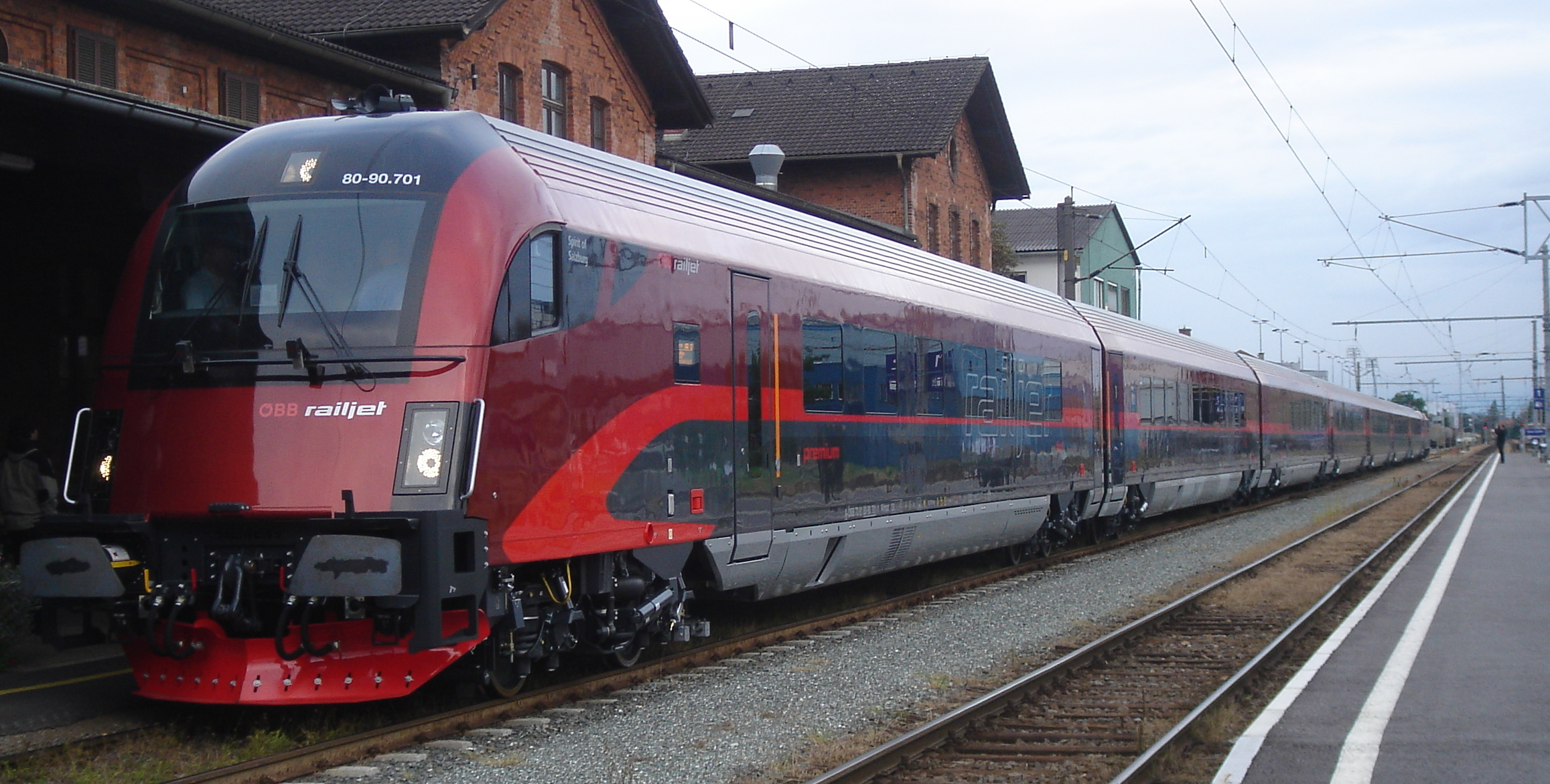
... és a hozzá tartozó vezérlőkocsi

A Railjet (IPA: [reɪldʒet]) az Osztrák Szövetségi Vasutak (ÖBB) 2008/2009-es menetrendjében megjelent új vonatnem, mely legelőször Budapest-Keleti pályaudvar–Wien Westbahnhof–München Hauptbahnhof között közlekedett. A szolgáltatást kiszolgáló nagysebességű ingavonatoknak a neve Siemens Viaggio Comfort. Magyarországon 2008. december 14. óta közlekedik, kezdetben még EuroCity vonatként. Beceneve: „Jeti”.
Gyorsabb, modernebb és kényelmesebb, mint az eddigi nagy távolságú vonatok, amelyek előtte Ausztriában közlekedtek. A Railjet minőségileg magas színvonalú utazási környezetet nyújt az utasainak.
„Elsősorban a közép-európai térséget szeretnénk hozzáférhetőbbé tenni és Bécset ennek a minőségi távolsági forgalom fordítókorongjává alakítani”, mondja Stefan Wehinger, az ÖBB Személyszállítási Rt. Igazgatója.
Az ÖBB 450 ülőhellyel rendelkező vonatot kívánt beszerezni, ami 6-7 kocsit jelentett vonatonként. A céljuk az volt, hogy ülőhelyenkénti ár 20 000 euró alatt legyen.
Az ÖBB 2006 elején döntött arról, hogy a távolsági minőségi személyszállítását meglévő, a Siemens által korábban gyártott ÖBB 1116 sorozatú ES64U2 Taurus villamosmozdonyok, illetve új gyártású személy- és vezérlőkocsikból álló szerelvények forgalomba állításával fejleszti. Nemzetközi versenytárgyalást követően a Siemens AG Österreich megbízást kapott 67 RailJet védett márkanevű nagysebességű szerelvény gyártására, azzal a feltétellel, hogy a vonatok nagyobb része végszerelésére az ÖBB TS bécsi műhelyében kerül sor.
A vonatokat két részletben kívánták beszerezni. Először a kocsikat kellett leszállítani. Ezeknek illeszthetőnek kellett lenniük a már üzemelő 230 km/h sebességű ÖBB 1116 sorozatú villamos mozdonyokkal, hogy inga üzemben tudjanak közlekedni. Ennek költsége 300 millió euró volt.
Az EC-IC közlekedés új generációs járműveinek első példányai 2008. év második felére készültek el. Az egyik szerelvény a 2008. évi berlini InnoTrans vasúti világkiállításon nagy szakmai és közönségsiker mellett mutatkozott be. A vonatok osztrák, német, svájci és magyar engedélyeztetése, nemzetközi közlekedésre alkalmasságának vizsgálata időre befejeződött.

## Története

### ÖBB
2004 novemberében az ÖBB egy belső workshopon bevezette a Railjet nevet. A workshopot Peter Hochegger, a maxxx.communications GmbH cég tulajdonosa moderálta, aki akkoriban vitatott kizárólagos tanácsadói szerződéseket kötött az ÖBB-vel. Tizenegy nappal később maga a maxxx.communications cég védette le a Railjet nevet. Amikor az ÖBB-Personenverkehr be akarta jegyeztetni a Railjet márkanevet, a maxxx.communications ezt kifogásolta, és 150 000 euró megfizetése ellenében visszavonta azt. Időközben a név az ÖBB védjegyévé vált.
A vonatok szállítására 2005-ben írtak ki pályázatot. A Siemens, a Bombardier és a CAF versenyzett a szerződésért. Az ÖBB-Holding felügyelőbizottsága 2006. február 9-i ülésén jóváhagyta a 23 szerelvény beszerzését a Siemenstől 245 millió euró értékben. Egy opció további 40 szerelvény 2015-ig történő leszállítását írta elő. A Siemens Mobility által gyártott 23 szerelvény teljes ára 244 millió euró volt. A teljes tervezést, a kocsiszekrények gyártását és a belső berendezéseket a Siemens grazi és bécsi telephelyein végezték. A kocsik építése ott 2006 novemberében kezdődött. Az első karosszéria 2007 augusztusában készült el, és 2008. április 21-én gördült ki a bécsi gyárból az első, még rövidített szett. 2009 decemberére az első 23 darab már szolgálatba állt.
Az ÖBB felügyelőbizottsága élt a további szerelvények vásárlására vonatkozó opcióval - 2007 októberében összesen 44 további szerelvényt rendeltek meg 540 millió euró értékben. 2011 szeptemberében a cseh České dráhy (ČD) vasúttársaság 16 Railjet szerelvény szállítására bízta meg a Siemenst. Ezzel éltek az eredetileg az ÖBB-nek szánt szerződési opcióval. A hét kocsiból álló szerelvényeket 2013-ban és 2014-ben szállították le, és Brno és Prága között közlekedtek, valamint tervezték az Ausztriába, Németországba, Magyarországra és Szlovákiába irányuló távolsági határokon átnyúló járatok közlekedtetését is. A szerződés értéke több mint 200 millió euró volt.
2008. július 12-én egy négykocsis Railjet szett 275 km/h sebességgel közlekedett Sankt Valentin és Amstetten között, ami új sebességrekordot jelentett osztrák vasút számára Ausztriában.
A szerelvényeket kezdetben csak bisztrókocsikkal szállították. Mivel túl sok utas panaszkodott erre, 2011 júliusa óta - a 38-as szettel kezdődően - a Railjet-egységeket a bár-bisztró helyett teljes éttermekkel szállítják, és a meglévő bisztrókocsikat étkezőkocsikká alakították át. A szerelvények átalakítása túlnyomórészt az ETCS fedélzeti berendezések beszerelésével együtt történt. Ezekre azért volt szükség, mert 2012 decembere óta a Westbahn vonalon csak ETCS-kompatibilis szerelvények közlekedhetnek. Ezenkívül 2012 első felében megkezdődött a szerelvények WLAN-rendszerrel való felszerelése. A tervek szerint 2012 végére a teljes flotta vezeték nélküli internet-hozzáféréssel és étkezőkocsival rendelkezett volna.
Az első bevetésre a déli vonalon 2011. október 12-én került sor egy vonatpárral a Bécs-Graz útvonalon, majd 2011. november 7-től egy másik vonatpárral a Bécs-Villach útvonalon. A 49-es szettet 2012-ben a "175 éves az osztrák vasút" évfordulóra teljesen lefóliázták, az 50-es szett az 1116.250-es "rendőrségi" reklámmozdonnyal közlekedett volna még legalább egy évig, mielőtt lefóliázták volna. 2012 júliusában adták át az ÖBB utolsó, 51-es számú RJ szettjét a simmeringi üzemben.
Mivel a Semmering északi rámpája meredekebb emelkedőkkel és szűkebb ívsugarakkal rendelkezik, mint a déli rámpa, a csúszó üzemben megengedhetetlen, biztonság szempontjából releváns üzemi körülmények alakultak ki, ami negatívan hatott az utasok kényelmére, és nagyobb keréktárcsa- és sínkopáshoz vezetett. Ezért a gyártó Siemens sürgős kérésére a vonatszerelvényeket megfordították, és 2014. április eleje óta Bécs-Meidlingből Semmering felé közlekednek elöl haladó mozdonnyal. Az egyszerűbb üzemirányítás érdekében az összes Railjet egységet ennek megfelelően átforgatták.
A 2012. december 9-i menetrendváltás óta a Railjet-egységek Ausztriában is menetrend szerint 230 km/h sebességgel közlekednek. Jelenleg ez a sebesség a Bécs - St. Pölten, St. Valentin - Linz és Lambach - Breitenschützing szakaszokon lehetséges. Az Alsó-Inn völgyében lévő új vonalon 220 km/h-t közlekednek. A téli ETCS 2. szintre való átállás kezdetben jelentős fennakadásokat okozott, amelyek csak a tél folyamán normalizálódtak. A leggyakoribb okok a különböző helyzet- és sebességérzékelők (kerékérzékelő, talajradar, GPS és fix eurobalízok) ellentmondásossága miatti kényszerfékezés és sebességcsökkenés, valamint a jégképződést követően repülő ballaszt volt. Ezen kívül legalább egy esetben előfordult, hogy az ÖBB versenytársánál, a WESTbahn GmbHnál egy ajtót tönkretett a lökéshullám, mikor a Railjet elhaladt a WESTBahn motorvonata mellett. Egy Railjet-egység is elvesztett egy ajtót, de nem a nagysebességű vonalon.
Egy 2013. júniusi sajtóközleményben jelent meg először, hogy a Railjet-egységek olaszországi engedélyeztetésén dolgoznak, hogy Bécsből Velencébe közvetlen Railjet- járatot tudjanak indítani.
2014. augusztus elején bejelentették, hogy az ÖBB további kilenc Railjet-vonatot rendelt. Az összesen 145 millió euró értékű járműveket 2016 decemberéig szállították le, és a Westbahn Bécs és Salzburg közötti szakaszán használják. Ezen kívül ezek már alkalmasak az Olaszországba irányuló forgalomra is, és egészen Velencéig közlekedhetnek.
A turistaosztály kínálata dönthető ülésekkel és lábtartókkal javult.
2015 február közepén mutatták be az első kerékpárfülkével ellátott ÖBB Railjet-készletet (34-es készlet). A 2015. decemberi menetrendváltás óta minden Bécset érintő Railjet-járatot a bécsi főpályaudvaron keresztül irányítanak, a második megállóhely Wien Meidling. A Westbahnhofot már nem szolgálják ki a Railjet vonatok. Továbbá 2015 decembere óta az ÖBB IC és a Railjet vonatai félóránként váltakozva közlekednek a bécsi repülőtér állomásáról vagy a bécsi repülőtérre. Ezek a járatok ausztriai célállomásokat szolgálnak ki, és a bécsi repülőtér állomásról az 1-es és 2-es peronról indulnak, a bécsi Schwechat repülőtér 3-as termináljára közvetlen csatlakozással. A 2016 folyamán az ÖBB-nek átadott további kilenc szerelvény 2016. október 11. óta áll utasforgalomban, és a Bécs és Salzburg között közlekedő IC szerelvényeket váltotta ki. A vonatközlekedés során ezek a szerelvények a bécsi repülőtérig, Saalfeldenig és a Tauernbahnon keresztül Klagenfurtig közlekednek.
Ezen kívül az új vonatok már alapfelszereltségként kerékpárszállító-résszel is rendelkeznek. Az 51 meglévő Railjet-készletben 2016-ra befejeződött a kerékpárszállító-rész felszerelése. Minden Railjetet felszereltek fedélzeti étteremmel és WLAN-nal, ami Csehországban is működik.
A 2018-as menetrendváltás óta (december 9.) a nyugati útvonalon közlekedő gyorsabb Railjeteket (Vöcklabruck, Attnang-Puchheim, Wels Hbf, St. Valentin, Amstetten és Tullnerfeld megállóhelyek nélkül) Railjet xpress (RJX) néven futnak. A Westbahn-on 2016 októbere óta az Intercityket felváltó Railjet-járatok, valamint a többi osztrák vasútvonalon közlekedő Railjet-járatok továbbra is Railjet (RJ) vonatkategória alatt közlekednek.
2022 elejétől fokozatosan minden Railjet szerelvényt fel fognak szerelni a kerékpárosoknak szánt egyes ülések színes jelölésével a kerékpárfülkével ellátott kocsikban.

### ČD
Az ÖBB eredeti szerződése 37 szerelvényre szólt, mely tartalmazott két később lehívható opciót is. Az első opcióban további 14 szerelvény szerepelt, a másodikban pedig még további 16 szerelvény. Az ÖBB a második opciót már nem hívta le, helyette eladta azt a cseh vasútnak. Így az utolsó 16 szerelvény Csehországba került volna, azonban a ČD csak 8 szerelvényre tartott igényt. A szerződés értéke 5 milliárd cseh korona, mintegy 55 milliárd forint. A vontatómozdonyok típusa az Ausztriában közlekedő szerelvényekhez hasonlóan Siemens EuroSprinter.
Egy átmeneti érdektelenséget követően a ČD 2012 augusztusában határozott megrendelést adott le hét Railjet-készletre. A mintegy 100 millió euró értékű megrendelésből a szállítások 2014-ben kezdődtek volna meg. További nyolc nyolckocsis szerelvényre is volt opció, de ezt 2013 szeptemberében elvetették.
2014 decemberétől a hét ČD- és három ÖBB-szerelvénnyel kétórás gyakorisággal közös Graz-Bécs-Prága járat indult. A ČD-től megvásárolt szerelvények elektronikus helyfoglalási kijelzővel és utastájékoztató rendszerrel is rendelkeznek. Miután a ČD nem tudott időben megfelelő vontatójárműveket találni, a szerelvényeket bérelt ÖBB Taurus mozdonyok mozgatják. A szerelvények egyenként öt másodosztályú kocsiból, az ÖBB Railjethez hasonlóan egy étkezőkocsiból, valamint vezérlőkocsiból állnak, melyen a business és az első osztályú található. A vonatok elektronikus helyfoglalási kijelzőkkel és utastájékoztatással is fel vannak szerelve.
2014 február eleje óta tesztüzemeket hajtottak végre az első ČD-s ingavonattal, egy vezérlőkocsival és négy középső kocsival. Később a hiányzó középső kocsikat is hozzáadták, hogy teljes legyen a készlet. 2014. április 24-én az első készletet az 1216 233-as mozdonnyal együtt átadták a ČD-nek.
2014. május 6-án Prágában bemutatták az első ČD railjetet a nagyközönségnek. Az ünnepségen az első Railjet kulcsát jelképesen átadták Daniel Kurucznak, a ČD főigazgatójának, mielőtt a szerelvény először állt volna személyszállító szolgálatba IC 571-es járatként Prágából Břeclavba. Ezt követően a már leszállított két szerelvényt a Prága és Břeclav, valamint Břeclav és Bohumín közötti IC-vonatokon használták. Június közepétől fokozatosan felváltották a hagyományos EuroCity-járatokat Wiener Neustadt Hauptbahnhof és Praha hl.n között. A 2014 decemberi menetrendváltással a ČD-Railjet menetvonalát meghosszabbították Grazig.

### MÁV
Az első RailJet vonatok nemzetközi forgalomban a München - Bécs - Budapest útvonalon a 2008/2009. évi menetrend bevezetése óta, 2008. december 14. óta közlekednek.
Az új vonatok menetrend szerint a terveknek megfelelően 2008-ban indultak el a München-Salzburg-Bécs -Budapest és Zürich útvonalon, valamint a Bregenz–Innsbruck–Salzburg-Bécs viszonylatban.

## Koncepció
Más vasúttársaságokkal ellentétben az ÖBB a nagysebességű közlekedésben nem motorvonatokra, hanem mozdonyvontatású ingavonatokra támaszkodik. A Railjet-szerelvények a német Metropolitan expresszvonathoz hasonlóan egyes kocsikból állnak, amelyek hüvelyes csatlakozókkal (Schalenmuffenkupplung ) kapcsolódnak egymáshoz, és a végeken normál csavarkapcsokkal rendelkeznek. Ez lehetővé teszi, hogy meglévő mozdonyok vontassák őket. A kocsik közötti merev kapcsolásnak köszönhetően széles, nyomásálló kocsiátjárókkal szerelhetők fel. A kocsik végeire tűzgátló ajtókat szereltek, amelyek általában nyitva vannak.
A Railjet vonatok a többrészes vonatok jellemzőit ötvözik a mozdonyvontatású vonatok jellemzőivel. Elméletileg a műhelyben egyes kocsikkal rövidíthetők vagy hosszabbíthatók, és így a forgalom nagyságához igazíthatók. A gyakorlatban azonban ezt még nem alkalmazták. A különösen nagy utasforgalmú vonalakon dupla szerelvényekkel közlekednek. Az alapvetően klasszikus ingavonati technológia ellenére a belső tér a kocsik közötti átjáróajtók nélkül egy többrészes motorvonat megjelenését nyújtja.
A nagysebességű vonatok számára megengedett alacsonyabb, 230 km/h maximális sebesség nem jelent nagy hátrányt a használat szempontjából, mivel a Railjeteket elsősorban olyan vonalakon használják, amelyeken kis arányban vannak nagysebességű vonalak.

### Kritika
A szolgáltatással kapcsolatban felmerültek kritikus hangok is. A kritikusok többek között a poggyászok tárolására szolgáló elégtelen tárolóhelyeket, a sífelszerelések tárolási lehetőségének hiányát (Svájc és Ausztria vasútvonalain gyakran alpesi síközpontokat érintve közlekednek a járatok) és az olykor túl alacsony férőhelyszámot kifogásolták. Az Ausztria és Svájc közötti Railjet-forgalomban a vonatok többsége 2010-től késve érkezett. 2010-ben a bevezetéskor kritika tárgya volt még a babakocsik szállításának hiánya, ami ma már lehetséges a családi részleg előtti kijelölt pakolóhelyeknek köszönhetően. A korábban szintén kritizált kerékpárszállítás hiánya 2015. július 11. óta lehetséges.

## A szerelvény
A vonatok közép-európai távolsági utasforgalomra készültek. A kocsik alapjául szokványos személykocsik szolgáltak. Az utastér termes kivitelű és három osztályra tagolódik. Ezen felül egy kocsi a mozgássérültek számára alkalmas kialakítású és ennek megfelelő WC berendezéssel, illetve egy kerekesszékes területtel rendelkezik. Nagy figyelmet fordítottak az egyes járművek be- és kisorolhatóságára, egyfelől az üzemelési elvárásoknak, illetve a különböző útvonalaknak való rugalmas megfelelés érdekében, másfelől pedig a lehető legnagyobb fokú rendelkezésre állás elérése céljából. A kocsik szétválasztása csak műhelyben lehetséges.
A jármű alapkivitelben egy hétrészes szerelvényből áll: 6 darab 230 km/órás sebességre alkalmas személykocsikból, egy vezérlőkocsiból, és egy megfelelően átalakított ÖBB 1116 sorozatú villamosmozdonyból. A szerelvények végein egy standard kocsi csatlakozó található. Ennek segítségével a Railjet-vonatot bármilyen mozdony vontathatja. A kocsik a középtengely csatlakozóval vannak egymáshoz kötve. A vonat 185,5 m hosszú, a mozdonnyal együtt kicsivel több mint 205 m, tömege körülbelül 330 tonna. A szerelvény sebessége 230 km/h, a futástechnikai sebessége pedig 249 km/h +10% (274 km/h). A vonat képes a vontatási telepen a 100 méter sugarú íveken is közlekedni, a nyílt vonalon pedig a minimum 150 méteres íveken tud gond nélkül haladni.
A fedélzeti járműkoncepció egy 400 V-os, a járműveken végigmenő gyűjtősínen alapul. Az energiaellátó blokkok (EVB-vel jelölve) kivitele olyan, hogy képesek legyenek egy 3AC 400 V vezetéket párhuzamosan (szinkronban) táplálni. Ezáltal biztosítható, egy vagy több energiaellátó blokk meghibásodása esetén a felhasználók további ellátása.
Háromféle elhelyezést biztosítanak: economy, business és first. Az ÖBB tesztelte az elképzelést, és a business osztályon 60%-os növekedést prognosztizáltak. Az elképzelés szerint a first és business osztályon jó minőségű szolgáltatást biztosítanak, és az olcsó turista osztályon (economy) önkiszolgáló rendszert.
A first osztály a vezérlőkocsiban található, csakúgy, mint egy kis konyha és a business osztály néhány ülése. A következő kocsi kizárólag business osztály, melyet egy bisztrókocsi követ, melyben az infopont, a kerekesszékes utasok számára kialakított akadálymentes részleg, néhány business ülés és maga a bisztró található.
Ezt követi három azonos kialakítású economy osztályú kocsi, majd hetedik kocsikként egy családi zónával és gyerekmozival ellátott utolsó kocsi.
A szerelvény műszakilag négytől tíz kocsis összeállításban képes közlekedni. Magyarországon elsőnek 2008. október 9-én járt Railjet, december 14-től pedig menetrend szerint közlekedik.

Kocsiosztályok
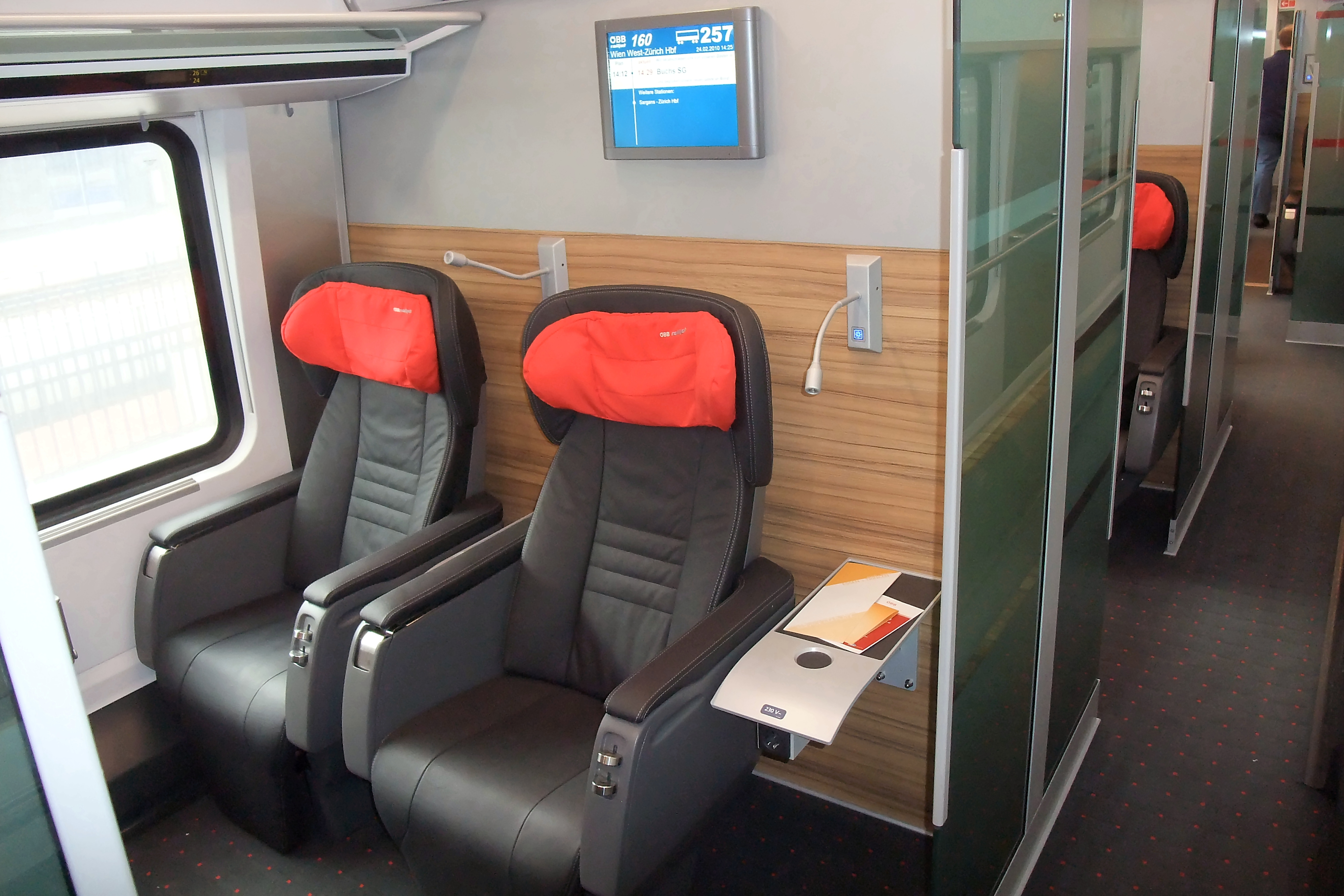
Business osztály (ÖBB, Nr. 01 – 51)
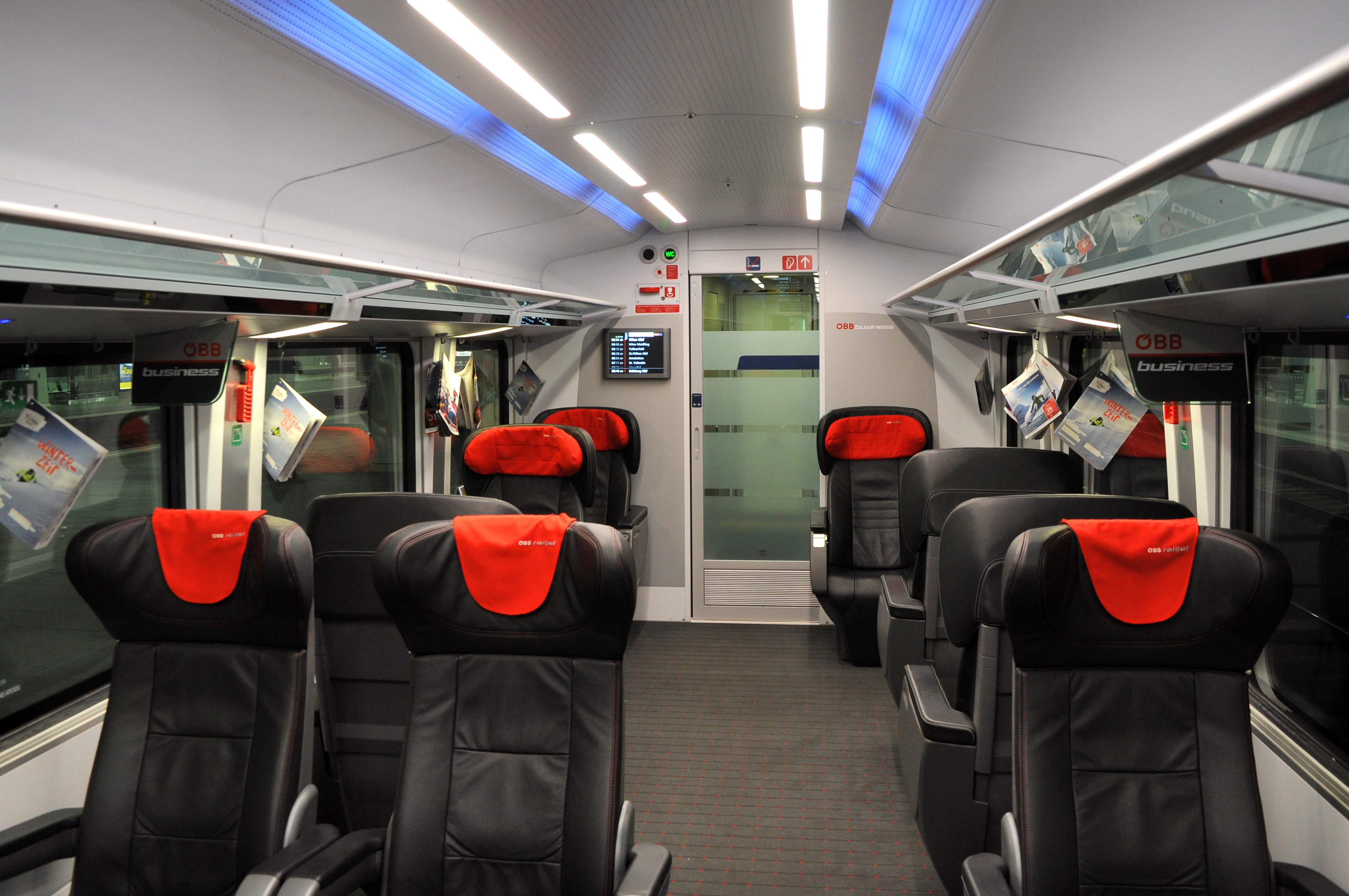
Átmenet az első osztályról a business osztályra (ÖBB, Nr. 52 – 60)
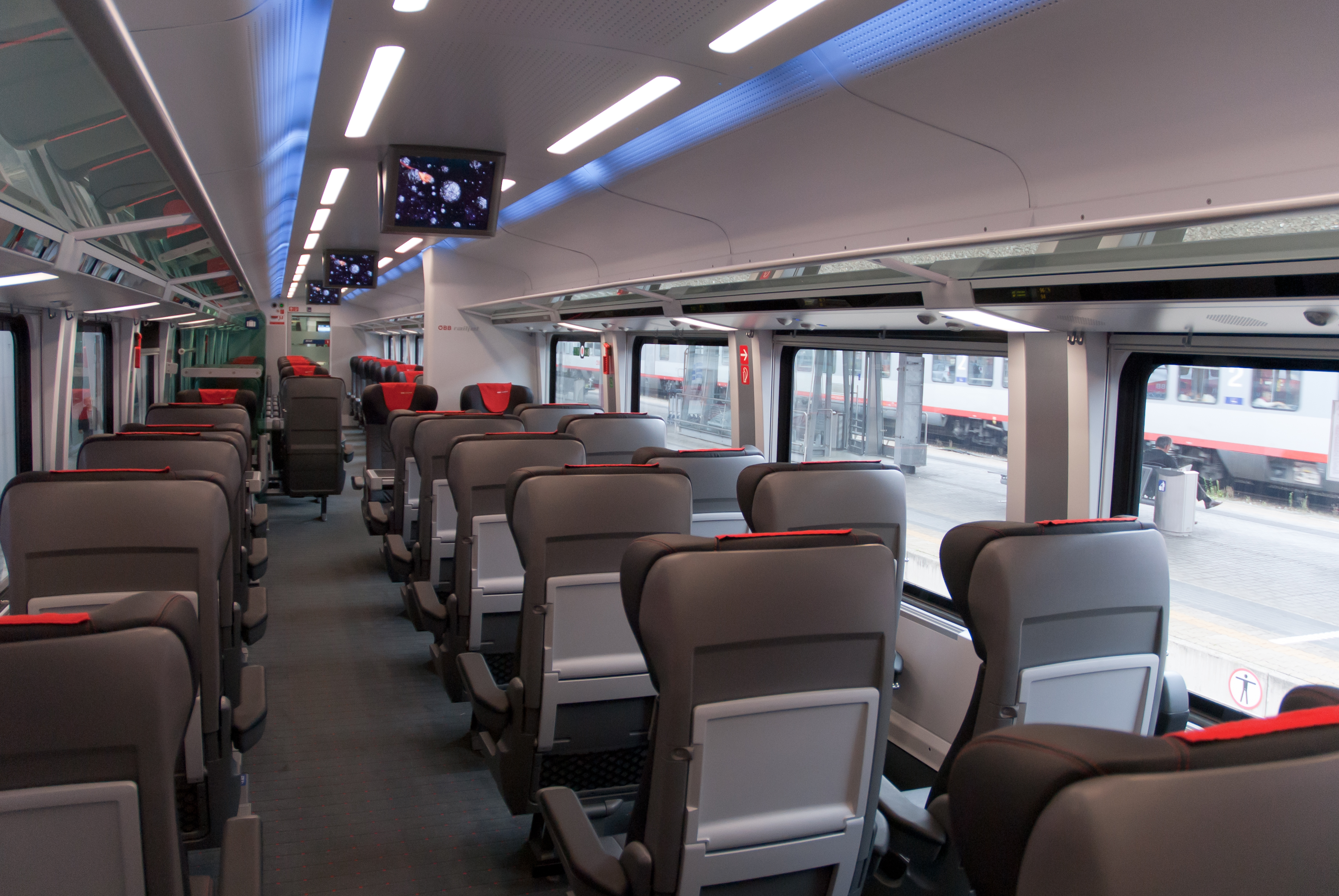
első osztály (ÖBB)
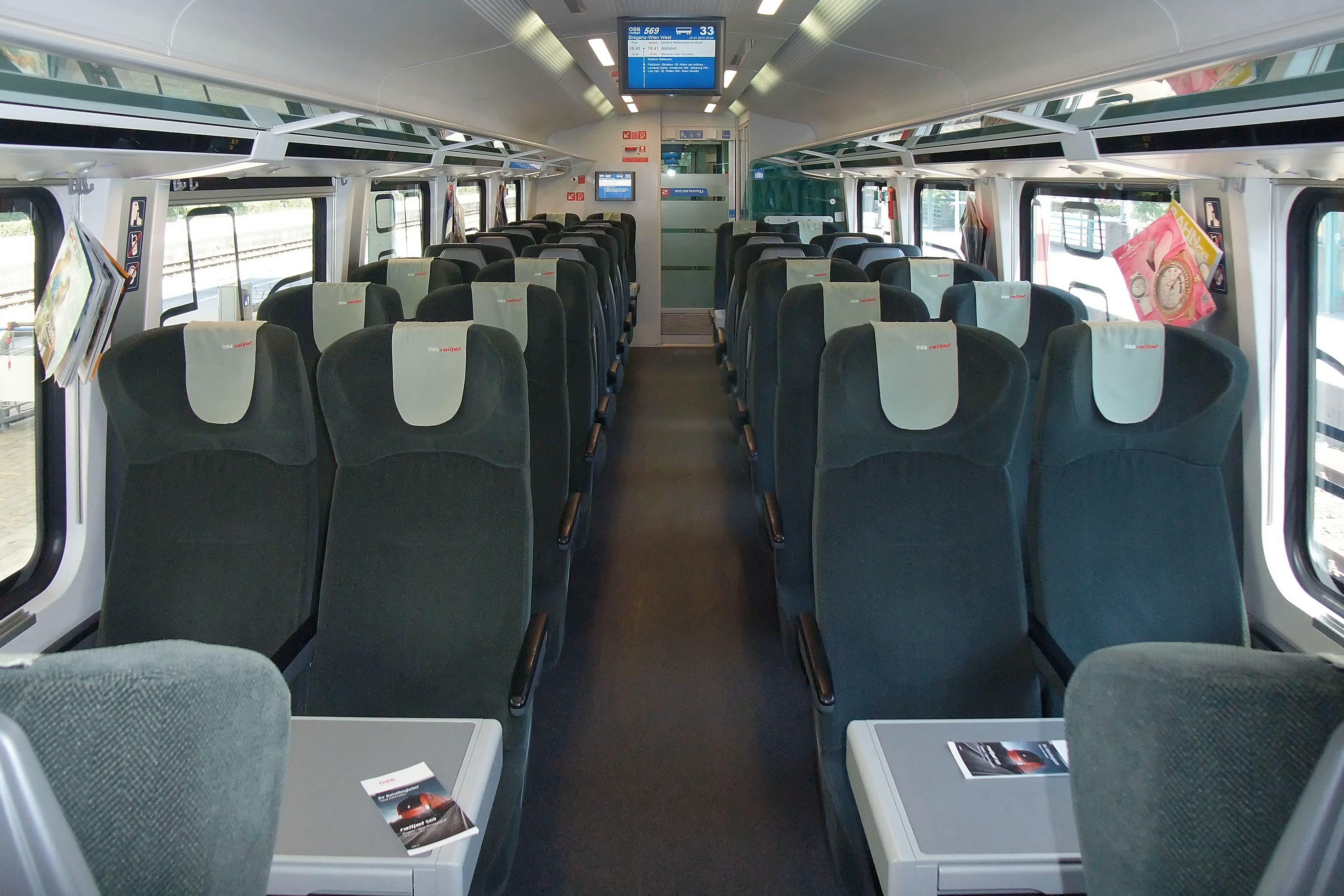
Economy osztály (ÖBB)
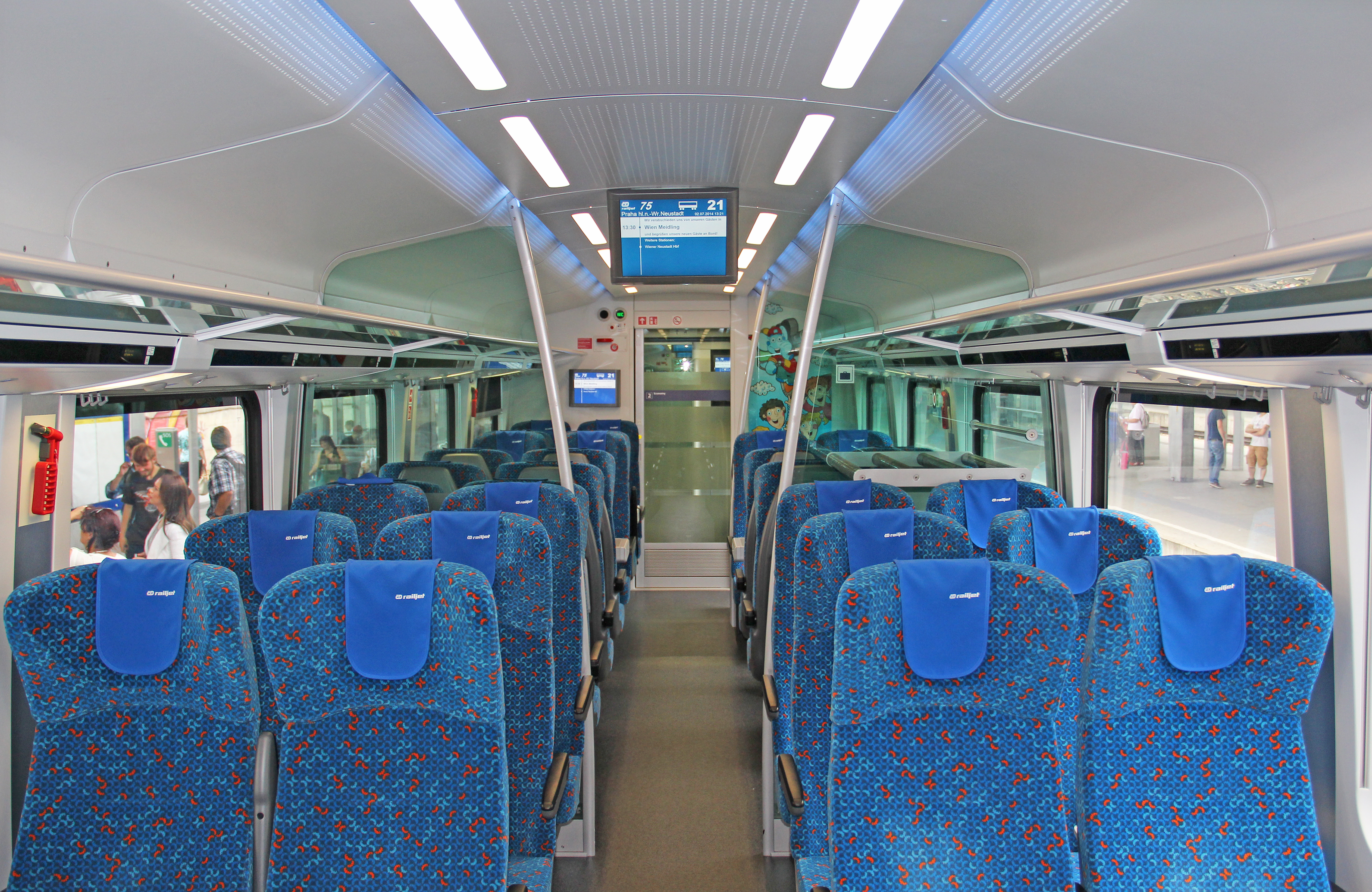
Economy osztály (ČD)
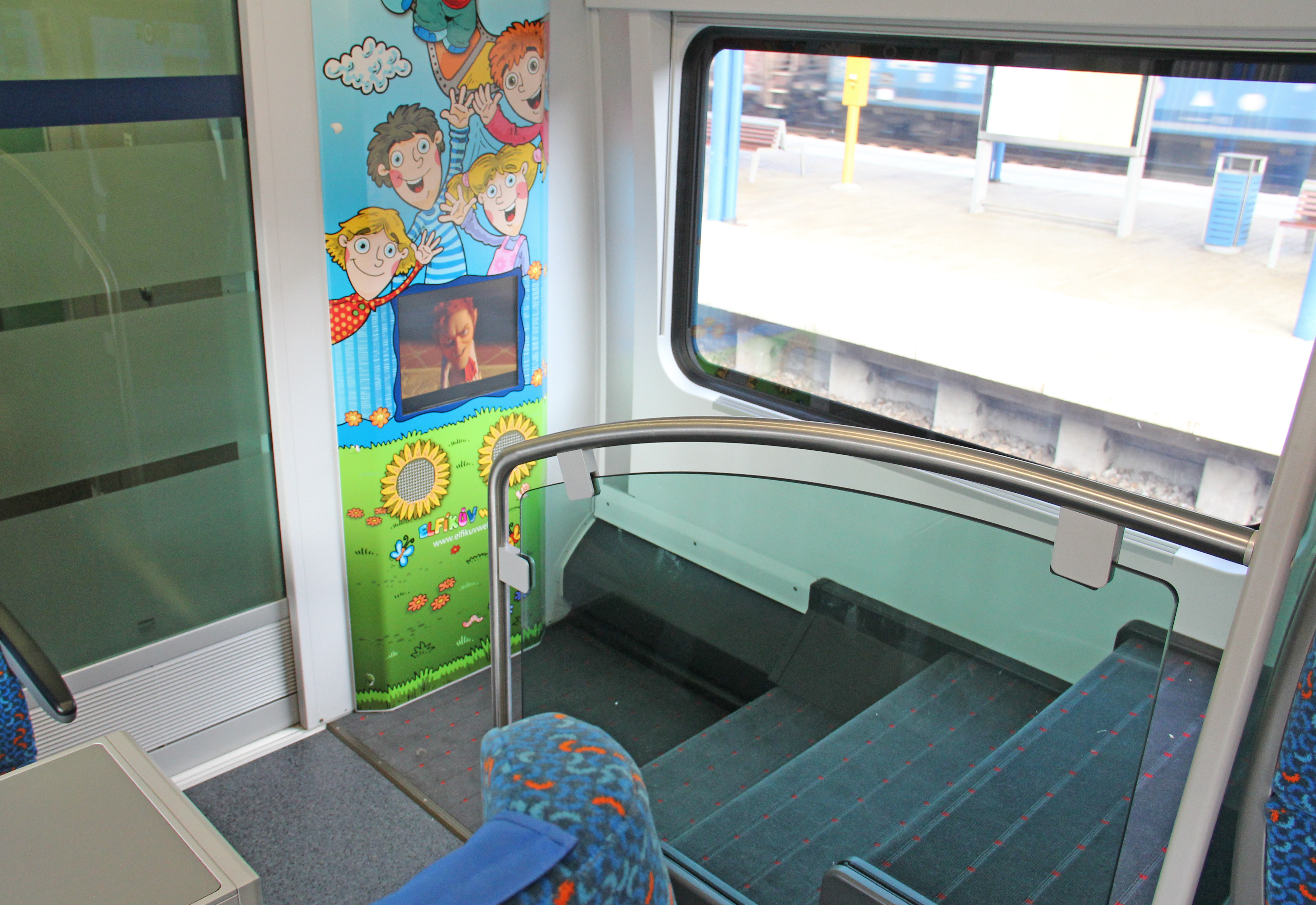
Kinderkino (ČD)
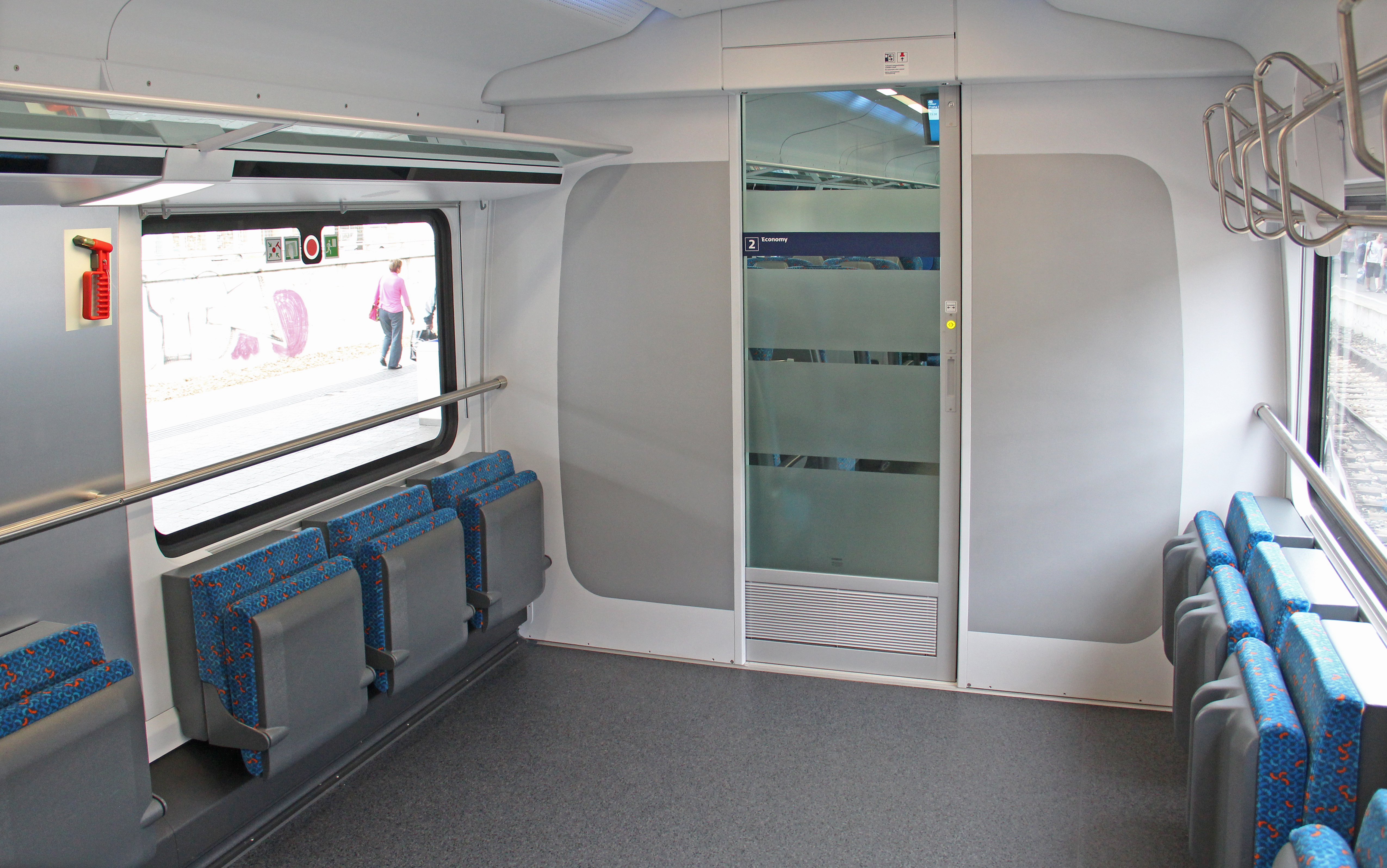
Kerékpártároló (ČD)
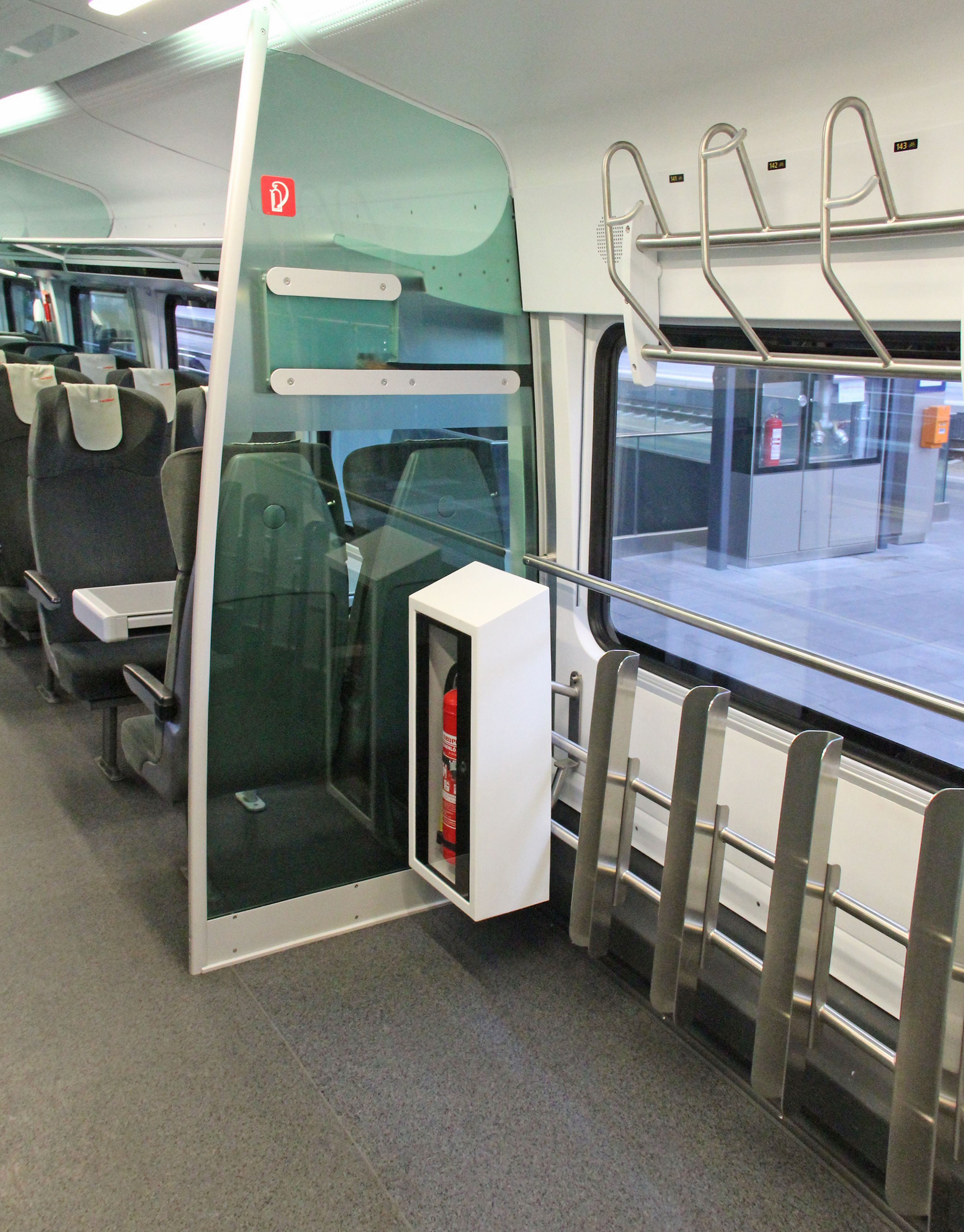
Kerékpártároló (ÖBB, átalakított)
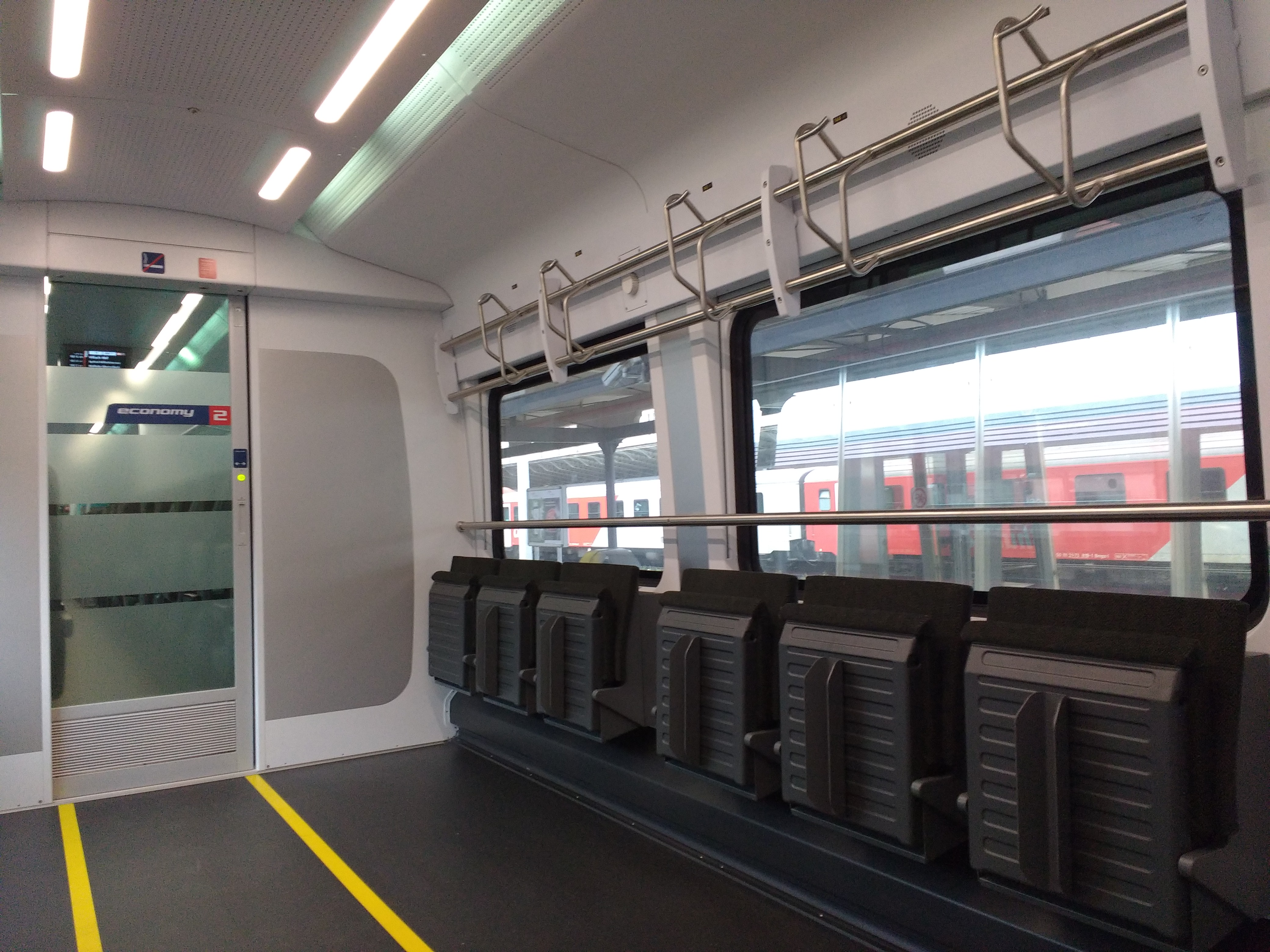
Kerékpártároló (ÖBB, eredeti 2016)

## Kiszolgált vonalak - Railjet Xpress (RJX) vagy Railjet (RJ)
2018. december 9-től az ÖBB a Bécs és Bregenz/Zürich, illetve a Budapest és München közötti leggyorsabb ÖBB-járatokat Railjet Xpress (RJX) néven jelöli. A Railjet Xpress (RJX) Bécs és Salzburg között csak Wien Meidlingben, St. Pöltenben és Linzben áll meg, és 2 óra 22 perc alatt ér Salzburgba. A Railjetek (RJ) Bécs és Salzburg között megállnak még Tullnerfeld, Amstetten, Sankt Valentin, Wels, Attnang-Puchheim, Vöcklabruck és Neumarkt am Wallersee (Neumarkt-Köstendorf) településeken is. Az RJ vonatok menetideje Bécs és Salzburg között 2 óra 53 perc. Az észak-déli tengelyen ((Berlin-)Prága - Bécs - Graz) jelenleg nincs megkülönböztetés Railjet és Railjet Express között, hanem az összes vonat RJ jelöléssel közlekedik.

### RJX: Budapest - Bécs - Salzburg - München
A Budapest - Bécs - München útvonalon jelenleg napi öt, a Bécs - München és Bécs - Budapest útvonalakon pedig napi hét járat közlekedik Railjet-készletekkel. A vonatok többnyire Bécs és Salzburg között közlekednek, a Bregenzbe tartó RJX járatokkal együtt. A vonatok kétóránként közlekednek és megállnak Budapest Keleti, Budapest Kelenföld, Tatabánya, Győr, Mosonmagyaróvár, Hegyeshalom, Wien Hauptbahnhof, Wien Meidling, St. Pölten, Linz, Salzburg és München állomáson.
A 2011-es menetrendváltás óta a Budapest - Frankfurt am Main járat péntekenként és szombatonként közlekedik. Szombatonként a vonat időközben Wiesbadenből indult és Budapest Keleti pu-ig közlekedett. Ennek során a vonat menetrend szerinti közlekedésben először érte el a 230 km/h-s maximális sebességet Németországban. A 2012. decemberi menetrendváltás óta a Railjet szerelvények Ausztriában is a megengedett legnagyobb sebességgel közlekednek.
Az első négy Railjet 2008. december 14-én kezdte meg menetrend szerinti közlekedését ezen az útvonalon, és összesen 14 kocsival, dupla szerelvényként közlekedett: a Budapest-Bécs útvonalon RJ 40 és RJ 41-es, a München-Bécs-Budapest útvonalon RJ 63 és RJ 66-os. München és Bécs között négy EuroCity vonatpár és egy Intercity Express biztosította a kétórás ütemhez szükséges további járatokat. 2009 áprilisától három Railjet vonatpár, egy ICE és két Eurocity közlekedett München és az osztrák főváros között. 2009. június 14-én és szeptember 4-én az utolsó két Eurocity-t is Railjet váltotta fel.
2014 decemberétől a Budapestről Bécsbe (és tovább Salzburg felé) közlekedő RJ-k is már megálltak a bécsi főpályaudvaron, de továbbra is megálltak a Wien Westbahnhofon is. A 2015. december 13-i menetrendváltástól kezdve a Westbahnhofon való megállás megszűnt. Minden RJ a bécsi főpályaudvarról a Lainzer-alagúton keresztül közlekedik tovább.

### RJX: Bécs Schwechat repülőtér (VIE) - Bécs - Salzburg - Innsbruck - Feldkirch - Bregenz
A Railjetek többnyire Bécs és Salzburg között közlekednek a müncheni RJX-járatokkal együtt. A vonatok kétóránként közlekednek, és megállnak a bécsi Schwechat repülőtéren (VIE), a bécsi központi pályaudvaron, Bécs Meidlingben, St. Pöltenben, Linzben, Salzburgban, Wörglben, Jenbachban, Innsbruckban, Imst-Pitztalban, Landeck-Zamsban, Langen am Arlbergben, Bludenzben, Feldkirchben, Dornbirnban és Bregenzben.
A Bécs és Zürich között közlekedő Railjets (RJX) járatokkal együtt óránként közlekedik Bécs és Feldkirch között.
Az Ulm-Friedrichshafen-vasútvonalon a 2021. decemberi menetrendváltáskor indult villamos üzemmel egy vonatpár Bécsből Bregenz, Friedrichshafen és Ulm érintésével Frankfurt am Mainba közlekedett.

### RJX: Bécs - Salzburg - Innsbruck - Feldkirch - Buchs SG - Zürich.
2009 júniusa óta a Bécs - Salzburg - Innsbruck és 2009 decembere óta a Bécs - Salzburg - Innsbruck - Buchs SG - Zürich/Bregenz járatokat Railjet-készletekkel üzemeltetik.
2012 decembere óta napi öt járatot biztosít a Railjet a Bécs - Zürich - Bécs útvonalon. A jelenlegi menetidő Bécs és Zürich között 7 óra 50 perc. A vonatok Bécs és Innsbruck, illetve Feldkirch között általában dupla szerelvényként közlekednek. A vonatok kétóránként közlekednek és az alábbi állomásokon állnak meg: Wien Hauptbahnhof, Wien Meidling, St. Pölten, Linz, Salzburg, Kufstein, Wörgl, Innsbruck, Ötztal, Landeck-Zams, St. Anton am Arlberg, Bludenz, Feldkirch, Buchs SG, Sargans és Zürich Hauptbahnhof. A Railjet (RJX) a Bécs és Bregenz között közlekedő járatokkal együtt óránként közlekedik Bécs és Feldkirch között.
Budapest vagy Pozsony és Zürich között szintén közlekednek vonatpárok ezen az útvonalon. A Pozsony - Bécs - Zürich vonatpárral Szlovákia 2018. december 9-én, az ÖBB Railjet 10 éves évfordulója alkalmából bekapcsolódott a Railjet hálózatába.
Bécs és Zürich között ezek a vonatok általában korridorforgalomban közlekednek a Rosenheimi-íven, megállás nélkül Németországon keresztül. Mivel ezek a vonatok Liechtensteinen is áthaladnak menetrend szerinti megállás nélkül, szokatlan módon négy országon is (Ausztria, Németország, Liechtenstein és Svájc) áthaladnak, de csak kettőben (Ausztriában és Svájcban) állnak meg.

### RJX: Bécs - Innsbruck - Bolzano
2019 decemberétől új Railjet vonatpár közlekedik Wien Hauptbahnhof és Bolzano között a Brenner-hágón keresztül. Bécs és Innsbruck között ez a vonat együtt fog közlekedni egy Zürichből/ Zürichbe tartó vonatszakasszal. Dél-Tirol tartomány évente egymillió euróval járul hozzá a pénzügyi költségekhez. A menetidő itt 6 óra 45 perc.

### RJ: (Bécs Schwechat repülőtér (VIE) -) Bécs - St. Pölten - Amstetten - Linz - Wels - Salzburg
Az RJ vonatok Bécs és Salzburg között óránként közlekednek, és megállnak Wien Hbf, Wien Meidling, Tullnerfeld, St. Pölten, Amstetten, St. Valentin, Linz, Wels, Attnang-Puchheim, Vöcklabruck, Neumarkt am Wallersee és Salzburg állomáson.
A Railjet Gasteinertal (a bécsi repülőtérről 08:33-kor) és a Millstätter See (a bécsi repülőtér 14:33-kor) Salzburgon keresztül Klagenfurtba közlekedik tovább. A Bécsből Bregenzbe közlekedő RJ 860 Bregenzerwald RJ 890-es járat Bregenzből Frankfurt Hauptbahnhof felé közlekedik tovább.

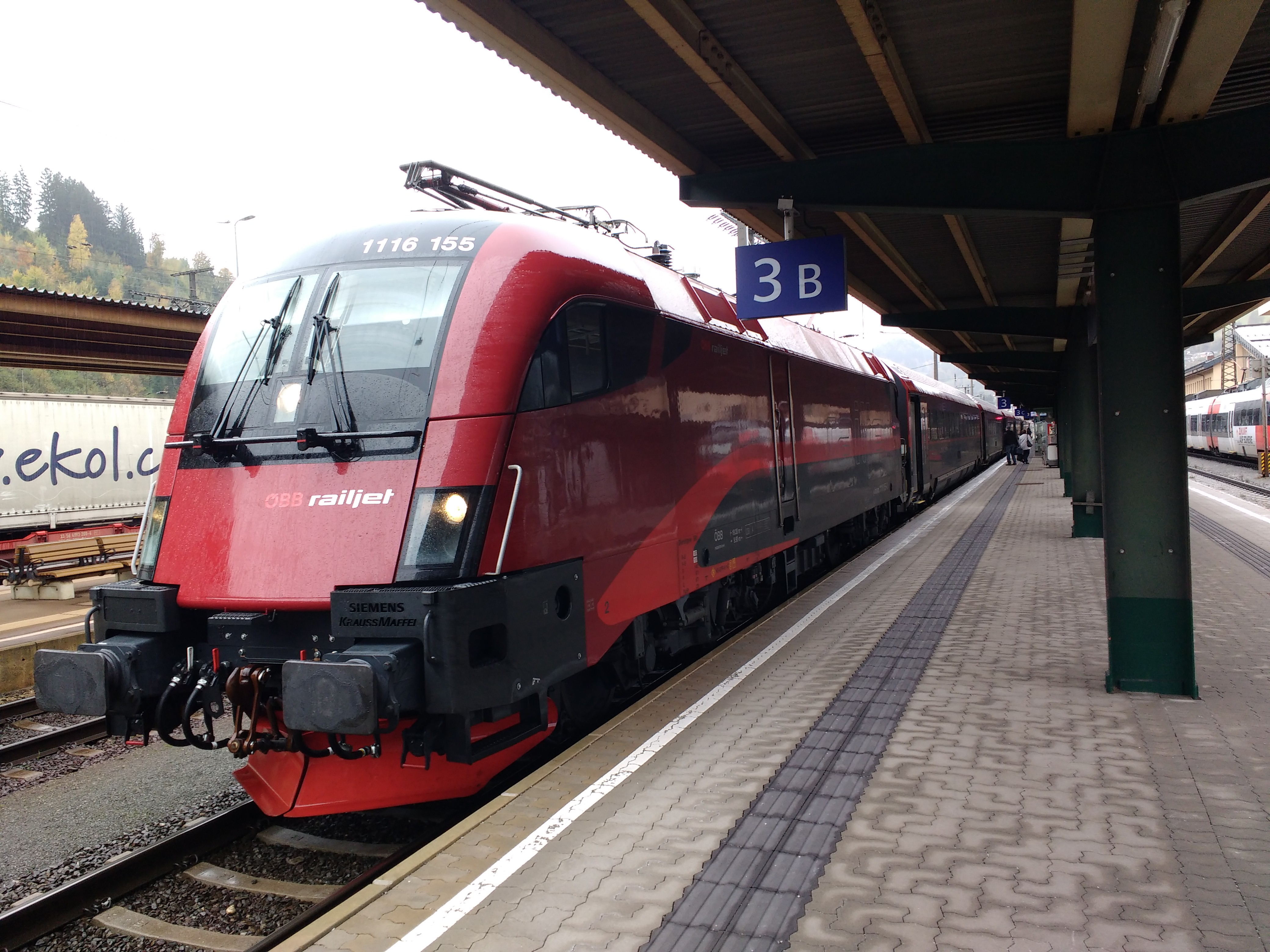
IC 691 mint RJ Schwarzach-St. Veitben (2016. október)

2016. október 11-én a Westbahn és a Tauernbahn egyes InterCity vonatait Railjet-készletekre cserélték. A vonatok a 2016. decemberi menetrendváltásig InterCity kategóriában közlekedtek, de a szokásos RJ felszereltséget (gyermekmozi, WLAN stb.) kínálták. Ez azt jelentette, hogy először voltak Railjet megállók menetrend szerint Tullnerfeldben, Amstettenben, St. Valentinban, Wels Hbf-ben, Vöcklabruckban, Halleinben, Golling-Abtenauban, Bischofshofenben, St. Johann/PG-ben, Schwarzach-St. Veitben és a Tauernbahnnál.
A 2016. decemberi menetrendváltással az említett két útvonalon az addig még mozdonyokkal és személykocsikkal közlekedő IC-vonatokat is átállították Railjet-készletekre. Emellett ettől az időponttól kezdve "RJ" helyett "IC" megjelölést kaptak. 2017 decemberében Neumarkt-Köstendorf, mint a Mattigtal és Flachgau összekötő állomása, szintén a lassabb RJ vonatok megállóhelye lett.

### (Berlin - Prága/Bécs-Schwechat repülőtér (VIE) -) Bécs - Graz
A Bécs - Graz útvonalon 2011. október 18. óta a Railjet vonatok is közlekednek. A Railjet vonatok menetideje azonban megegyezik a normál EC vagy ÖBB-IC vonatok menetidejével, mivel a Déli Vasútvonalon nem engedélyezett a 160 km/h-nál nagyobb sebesség. Kezdetben a déli irányú vonatok a vezérlőkocsival előrefele közlekedtek. A Semmering északi rámpáján a szűk ívekben jelentkező problémák miatt a szerelvényeket később megfordították, így most a dél felé tartó vonatok mozdonyai a hegycsúcs irányába közlekednek. Az első néhány évben a Bécs és Wr. Neustadt/Mürzzuschlag/Graz között közlekedő egyes Railjet-vonatokat további gyorsvonati kocsikkal és néha egy másik mozdonnyal (többnyire ÖBB 1144 sorozat vagy ÖBB 1142 sorozat) is megerősítették, hogy a csúcsidőszakban növeljék a rendelkezésre álló ülőhelyeket.
Már 2014. június 15-től a Cseh Vasutak (ČD) Railjetjei átvették az EC 72/73 és EC 74/75 Wiener Neustadt - Bécs - Prága járatokat. 2014. decemberi menetrendváltással minden második Railjetet Graz Hbf-től Wien Meidlingig tovább hosszabbítottak Wien Hbf-en és Brno hl. n-en keresztül Praha hl. n-ig. Ehhez az ÖBB három Railjet-vonatát és a ČD hét vonatát használják.
A Déli Vasút 2014-ig Wien Meidlingben végződő Railjet és EC vonatai, amelyek a 2015-ös menetrendváltástól kezdve nem közlekednek átmenő járatokkal Praha hl. n. felé, a bécsi főpályaudvarig közlekednek. A 2015. decemberi menetrendváltás óta naponta közlekedett egy Railjet-pár Graz Hauptbahnhof és Bahnhof Flughafen Wien között.
2016 decembere óta hat Railjet vonat közlekedik Graz Hauptbahnhofról Wien Hauptbahnhofon keresztül közvetlenül a bécsi repülőtér pályaudvarra. A többi grazi Railjet [EC] járat esetében Wien Hauptbahnhofnál van csatlakozás a Bécsi Repülőtérre közlekedő távolsági ÖBB vonatokhoz, így Graz és a bécsi repülőtér között óránként van gyors összeköttetés.
2020 júniusa óta van Graz-Berlin vonatpár. Ez az első Bécs-Prága-Drezda-Berlin vonatpár a "Vindobona" vonat megszűnése óta.

### Bécs(/Graz) - Bruck/Mur - Klagenfurt - Villach (- Lienz/Velence)
2011. november 7. óta a Bécs - Klagenfurt - Villach útvonalon is közlekednek Railjet vonatok. A Railjet vonatok menetideje azonban megegyezik a normál EC vagy ÖBB-IC vonatok menetidejével, mivel a Südbahn nem engedélyezi a 160 km/h-nál nagyobb sebességet. 2013 decemberétől 2017 decemberéig egy vonatpár közlekedett Lienzbe. Az RJ 630 2013 decemberéig Villach és Bécs között egy vagy két autószállító kocsit is szállított, valamint szükség esetén további távolsági kocsikat. A szűkös menetidő miatt ezért egy második vontatóegységre is szükség volt.
A bécsi főpályaudvaron lehetőség van a Salzburg irányából érkező Railjetre átszállni a bécsi repülőtér irányába, néhány perces átszállási idővel. Így a bécsi repülőtérről kétóránként gyors összeköttetés jött létre Murtalba és azon túlra.
2017 decembere óta az ÖBB Railjet vonatai két vonatpárral is közlekednek Wien Hauptbahnhof és Venezia Santa Lucia között Villach Hauptbahnhofon és Udinén keresztül. Ehhez az ÖBB 1216 017, 018 és 020-as mozdonyokat átfestették a Railjet kivitelre. Cserébe a korábbi, Lienzbe tartó RJ vonatpár ismét hagyományos gördülőállománnyal közlekedik EuroCity néven. Az 1216 019-es mozdonyt kezdetben a Leonardo da Vinci reklámfestésével használták az RJ terveiben. Ezeket a fóliákat azonban 2021. május elején eltávolították, és a gép a szokásos Railjet-festésben közlekedik.
A 2018/19-es menetrendben egy RJ Bécs - Villach vonatpár Lienzbe/ból Lienzbe került meghosszabbításra. Ez azt jelenti, hogy a Railjet ismét Kelet-Tirolban is közlekedik, miután a már meglévő RJ vonatpárt 2017 decemberében hagyományos IC kocsikra alakították át.
A 2019/20-as menetrendben egy kora reggeli RJ vonat közlekedik Bruck an der Murból Villachba két órával a Bécsből induló első intervallumvonat előtt. Forgalmi okokból a vonat már a grazi Hauptbahnhofról indul, és a Südbahn többi Railjettel ellentétben megáll Frohnleiten állomáson is, ahol csatlakozást biztosít az ott végződő északi irányú S-Bahn vonat számára.

### RJ-járatok Ausztrián kívül
A Cseh Köztársaságban Praha hl.n. és Brno között a nappali menetrendi sávban vannak egyedi RJ-járatok, amelyek nem érik el az osztrák területet. Ezenkívül 2019. június közepe óta létezik egy RJ vonatpár Praha hl.n. és Pozsony hl.st. között Břeclavon keresztül.

### Tervezett hálózatbővítések
2020 júniusában jelentették be a Railjet vonatok új generációjának forgalomba állítását. Ezeket 2024 elejétől kezdetben a Brenner-vasútvonalon, München Hauptbahnhof, Innsbruck Hauptbahnhof és Verona Porta Nuova között kezdték el használni (egyes esetekben átmenő csatlakozásokkal Bologna Centrale vagy Venezia Santa Lucia felé).
A Koralm-alagút elkészültével a második generációs Railjet vonatok a Südbahn vonalon is közlekedni fognak.

## Werbelok

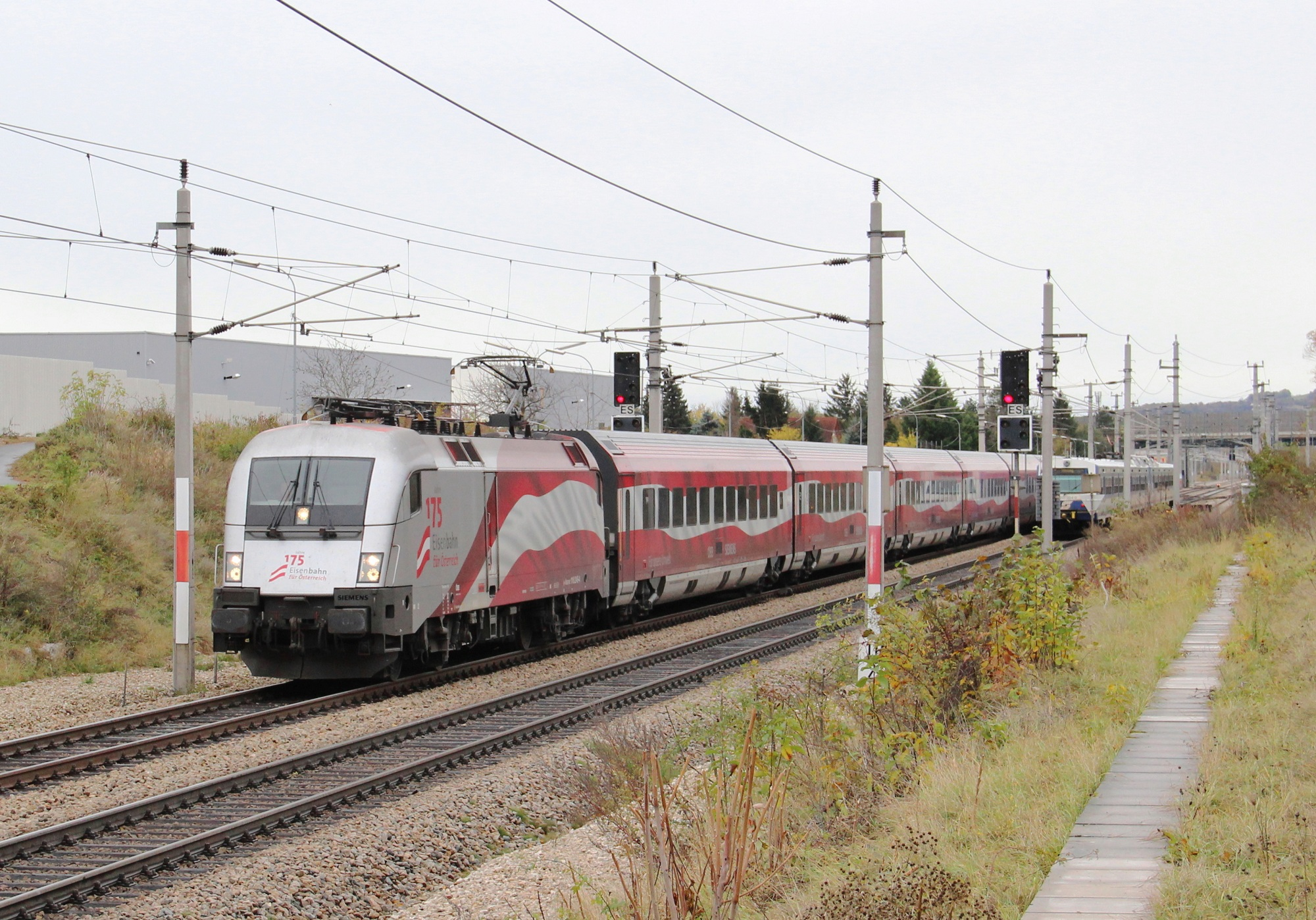
Az ÖBB 1116 049 számú Railjet szerelvény a 175 éves az osztrák vasút reklámjával

Az ÖBB a Railjet szerelvények közül az ÖBB 1116 249-es mozdonyt és a hozzá tartozó 49-es számú szerelvényt reklámmal látta el. A motívum pedig az osztrák vasút megalakulásának 175. évfordulója.

## Incidens
2023 májusában a Railjet azért került a címlapokra, mert ismeretlen tettesek többször is eltérítették a vonatszerelvények utastájékoztató rendszerét, és hamis, teljesen értelmetlen vagy nemzetiszocialista hangvételű műsort játszottak le rajta. David Stögmüller osztrák nemzeti tanácsi képviselő és Slomo Hofmeister ismert osztrák rabbi, valamint egy holokauszt-túlélő is tanúja volt Adolf Hitler náci korszakból származó, rögzített beszédének lejátszásának.

## Közlekedése 2015-ben Magyarországon

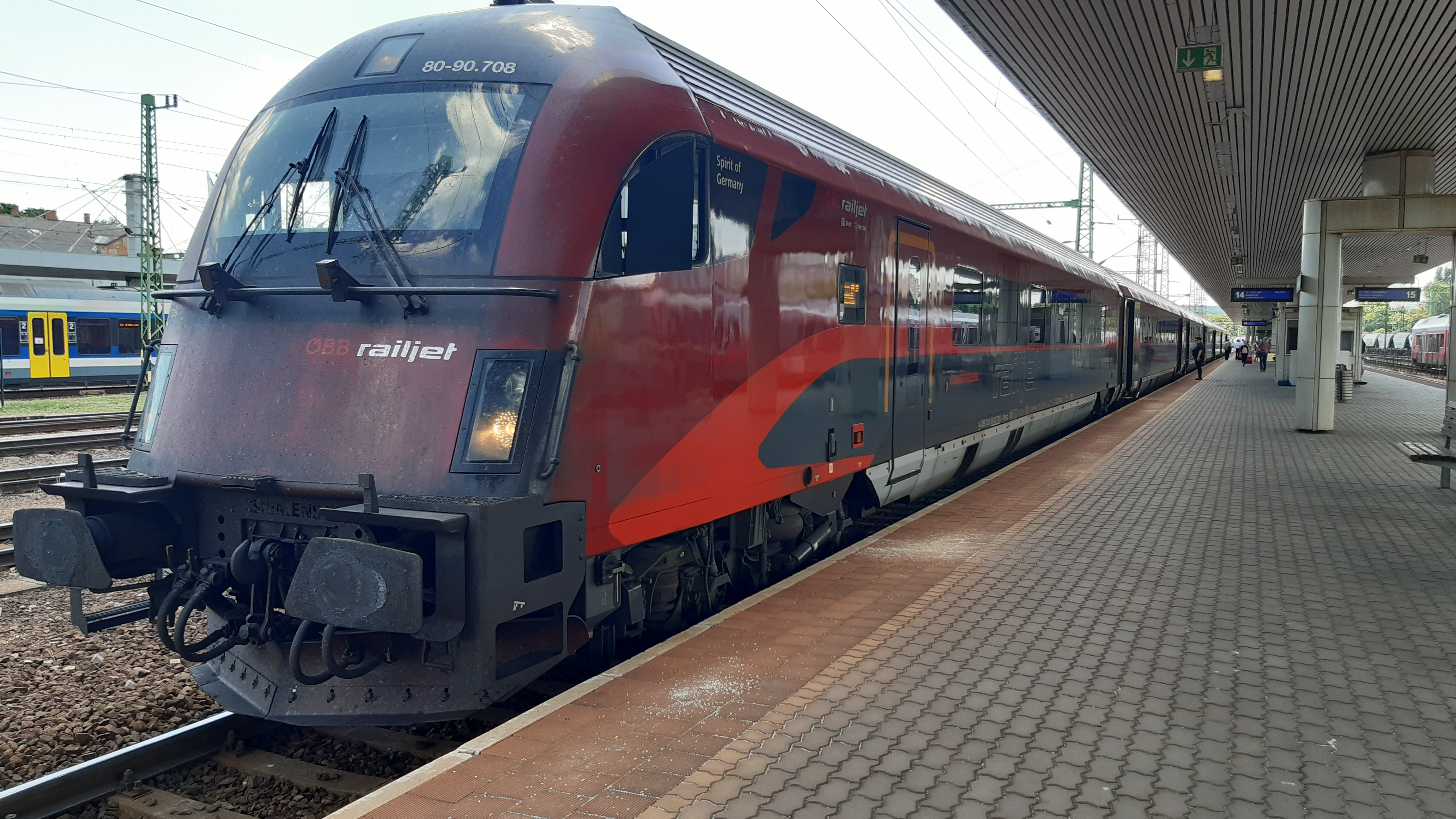
Railjet Budapest-Kelenföld vasútállomáson

Magyarországon 2015-ben napi hét szerelvénypár közlekedik, Budapest és München - (Frankfurt), vagy Budapest és Bécs között. A szerelvények belföldön távolságtól függvényében változó árú helyjeggyel vehetők igénybe. A vonatok a Budapest-Keleti pályaudvarról indulnak, illetve ide érkeznek, és Bécsig csak Kelenföldön, Tatabányán, Győrben, Mosonmagyaróváron és Hegyeshalmon állnak meg. 2015. december 13-ától a Wien Westbahnhof állomást kihagyva, Wien Hauptbahnhof állomáson át közlekednek.

### Budapest-Keleti pályaudvarról
A táblázat csak a fontosabb állomásokat sorolja fel.
| Járatszám | Viszonylat |
| --------- | --- |
| RJ 162    | Budapest-Keleti pályaudvar – Wien Hauptbahnhof - Salzburg Hauptbahnhof - Innsbruck Hauptbahnhof - Zürich Hauptbahnhof  |
| RJ 60     | Budapest-Keleti pályaudvar - Wien Hauptbahnhof - Salzburg Hauptbahnhof - München                                       |
| RJ 62     | Budapest-Keleti pályaudvar - Wien Hauptbahnhof - Salzburg Hauptbahnhof - München Hauptbahnhof                          |
| RJ 64     | Budapest-Keleti pályaudvar - Wien Hauptbahnhof - Salzburg Hauptbahnhof - München Hauptbahnhof                          |
| RJ 66     | Budapest-Keleti pályaudvar – Wien Hauptbahnhof – Salzburg Hauptbahnhof – München Hauptbahnhof - Frankfurt Hauptbahnhof |
| RJ 68     | Budapest-Keleti pályaudvar - Wien Hauptbahnhof - Salzburg Hauptbahnhof - München Hauptbahnhof                          |
| RJ 42     | Budapest-Keleti pályaudvar - Wien Hauptbahnhof – Salzburg Hauptbahnhof                                                 |

### Budapest-Keleti pályaudvarra
A táblázat csak a fontosabb állomásokat sorolja fel!
| Járatszám | Viszonylat |
| --------- | --- |
| RJ 41     | Wien Hauptbahnhof - Budapest-Keleti pályaudvar                                                                         |
| RJ 49     | Innsbruck Hauptbahnhof - Salzburg Hauptbahnhof - Wien Hauptbahnhof - Budapest-Keleti pályaudvar                        |
| RJ 61     | München Hauptbahnhof - Salzburg Hauptbahnhof - Wien Hauptbahnhof - Budapest-Keleti pályaudvar                          |
| RJ 63     | Frankfurt Hauptbahnhof - München Hauptbahnhof - Salzburg Hauptbahnhof - Wien Hauptbahnhof - Budapest-Keleti pályaudvar |
| RJ 65     | München Hauptbahnhof - Salzburg Hauptbahnhof - Wien Hauptbahnhof - Budapest-Keleti pályaudvar                          |
| RJ 67     | München Hauptbahnhof - Salzburg Hauptbahnhof - Wien Hauptbahnhof - Budapest-Keleti pályaudvar                          |
| RJ 165    | Zürich Hauptbahnhof - Innsbruck Hauptbahnhof - Salzburg Hauptbahnhof - Wien Hauptbahnhof - Budapest-Keleti pályaudvar  |

Az 51-es Railjet-szerelvény Bregenz és Bécs közötti nyugati tengelyen 2010-től, valamint Budapest és München között 2008-tól kétórás ütemben közlekedik, egyes szakaszokon akár 230 km/h maximális sebességgel is. Bécsből Innsbruckba a menetidő négy óra, Salzburgba pedig kb. két óra húsz perc. 2010. decembertől indult a közvetlen Frankfurt am Main-i Railjet, péntek-szombat oda, vasárnap pedig vissza Magyarországra.

## Vasútmodellben
A Railjet vonatot több modellvasútgyártó is felvette a termékei közé. H0-s méretarányban a Roco és a Jägerndorfer hozta ki, míg N-es méretarányban a Fleischmann és a Lemke gyártja. A TT méretarányú változatot a Tillig hozta ki, először csak vontatómozdonyt, a többáramnemű ÖBB 1216 sorozatot kék és bordó színben, majd 2017 elején a hozzá tartozó szerelvényt is. Ez azonban nem formaújdonság, hanem a már a meglévő német Intercity modellszerelvény bordóra festett változata.

## Képgaléria

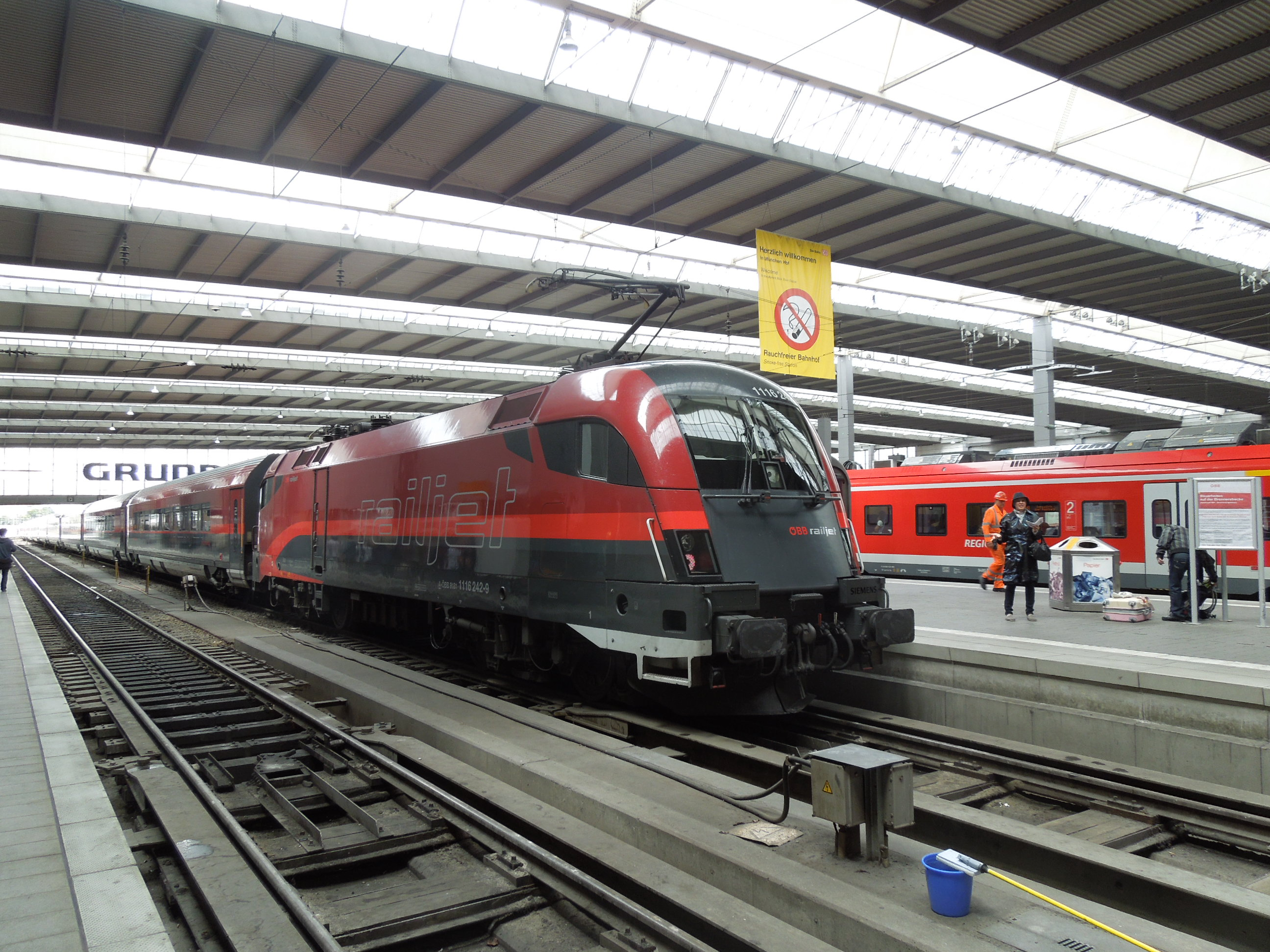
Railjet München Hauptbahnhof csarnokában. A kép érdekessége, hogy itt a hátsó, szerelvény oldali "szürke" színűre fényezett homlokfalú vezetőállás néz előre. (A mozdonyokat általában a "piros" homlokfalú vezetőállásukkal használják.)
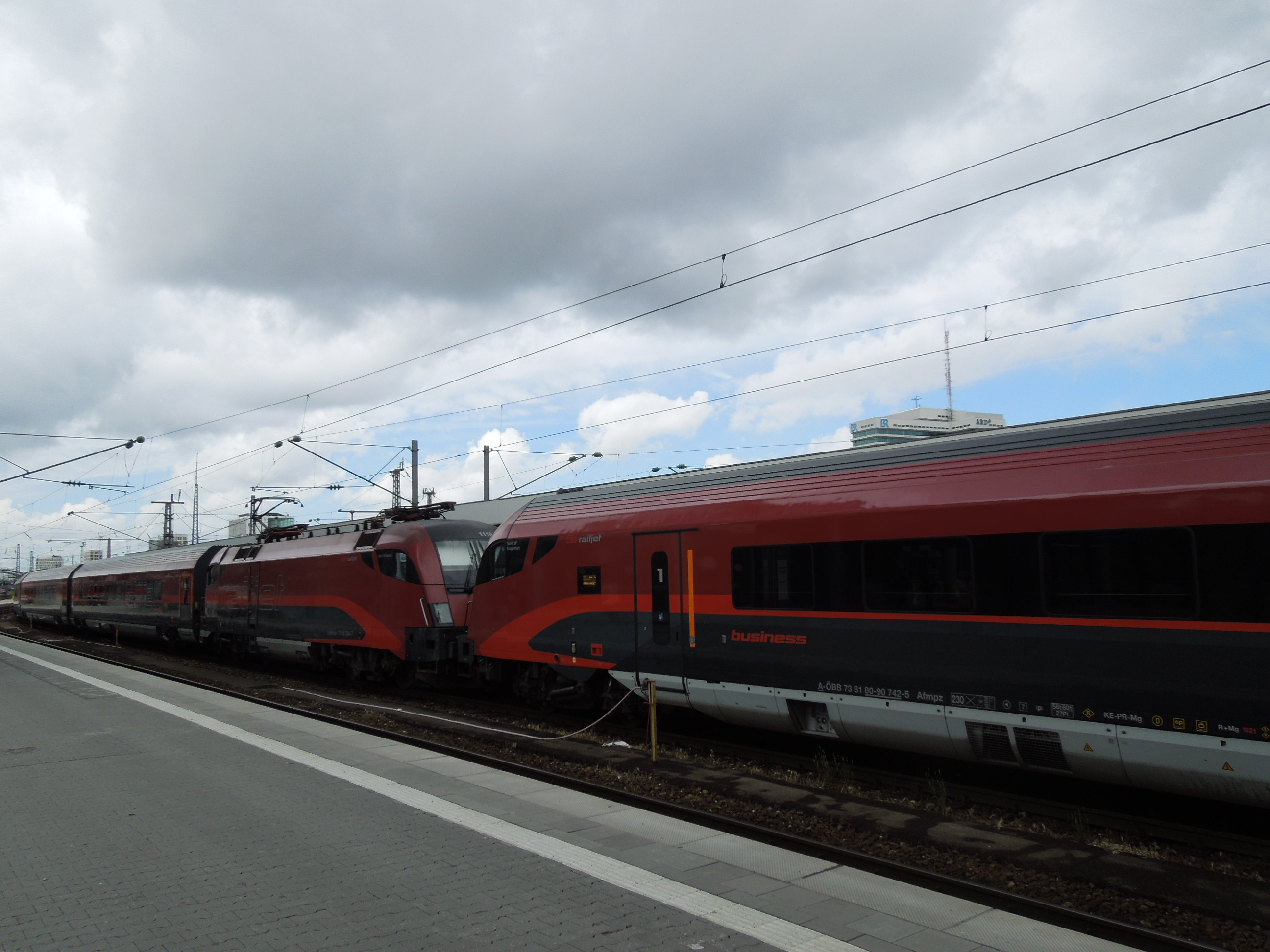
Amikor a megnövekedett utasforgalom indokolja, két Railjet szerelvény csatolva is képes közlekedni
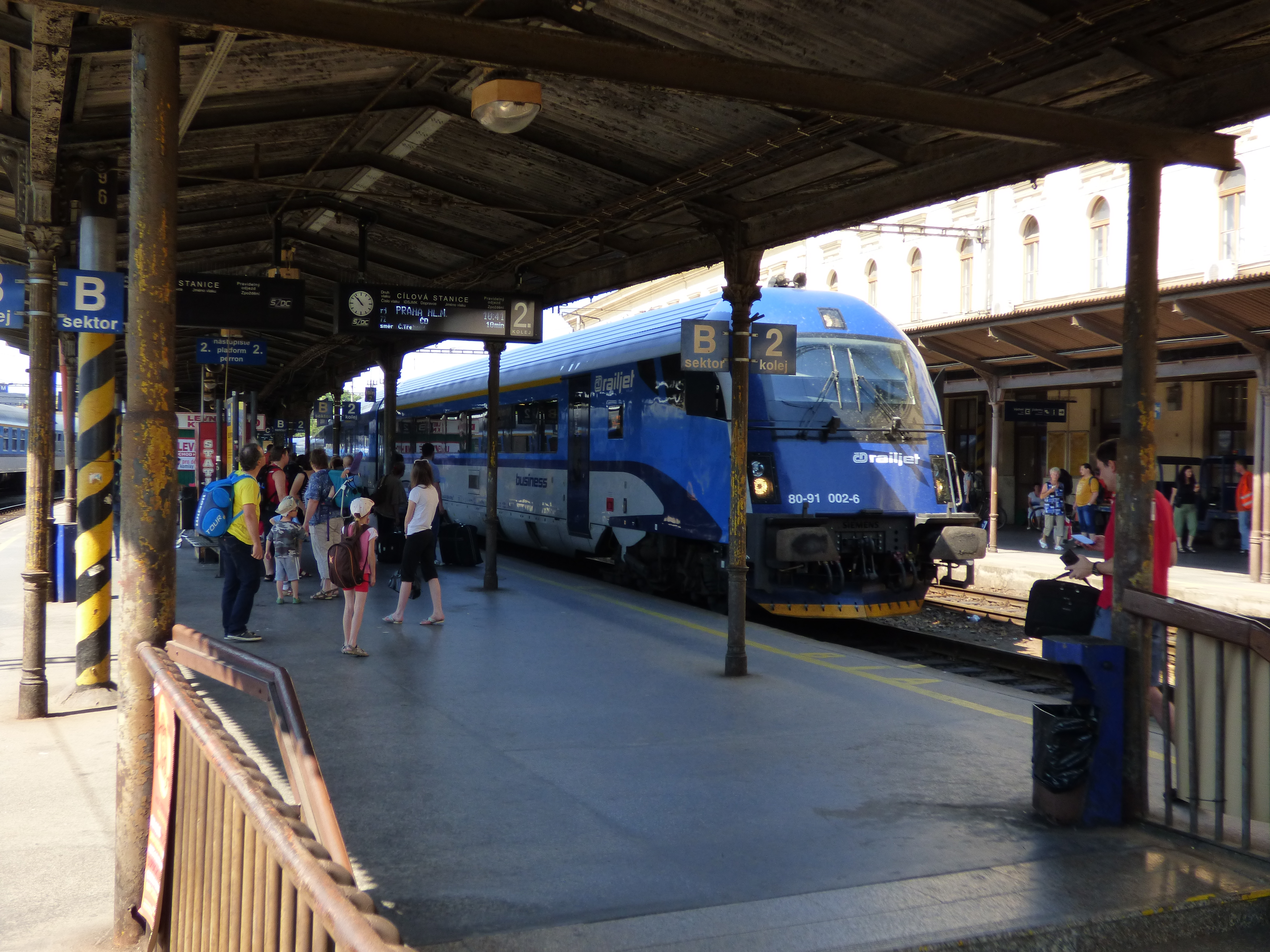
ČD Railjet Brno főpályaudvarán
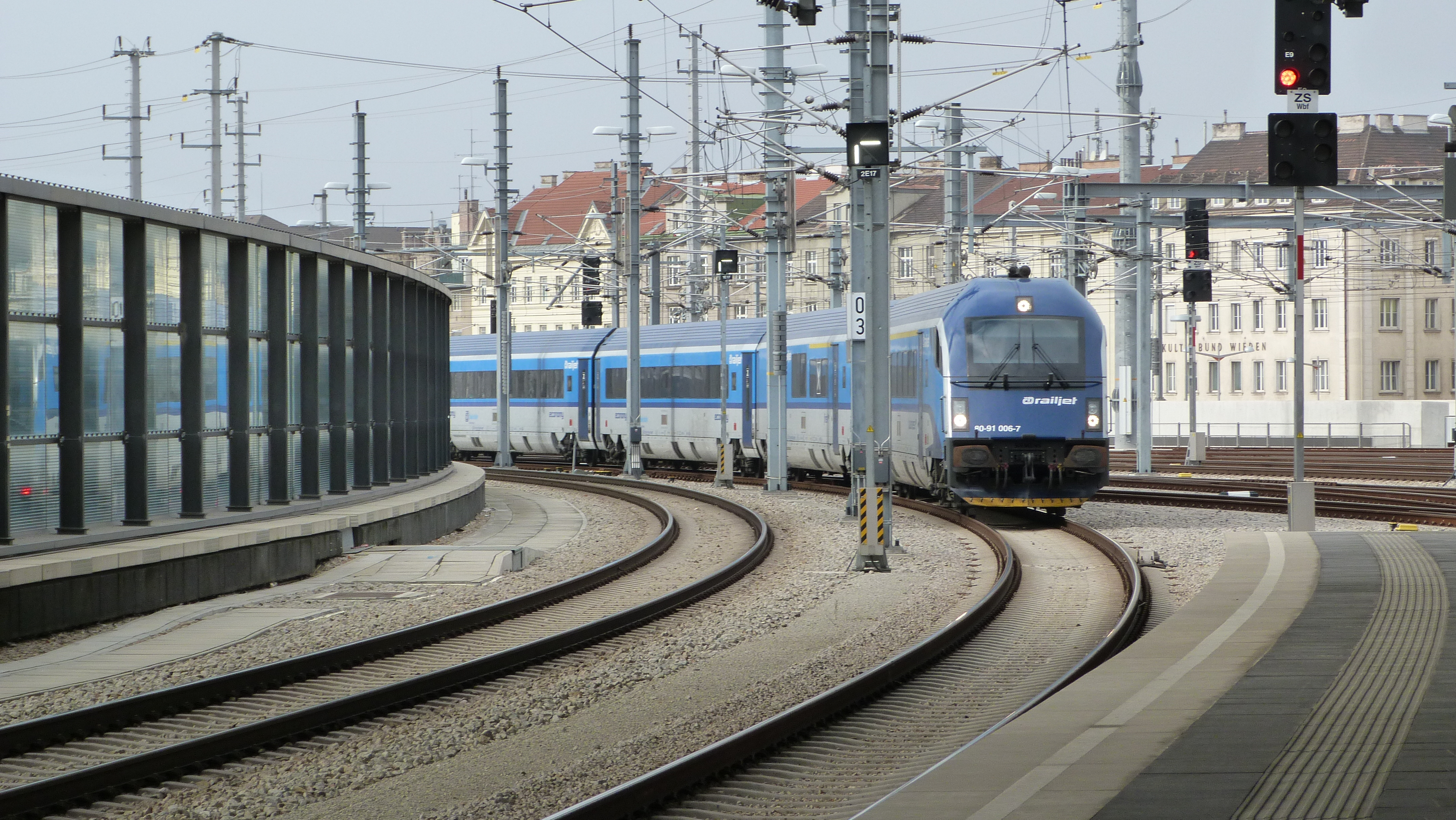
ČD Railjet jár be Bécsben a Hauptbahnhofra
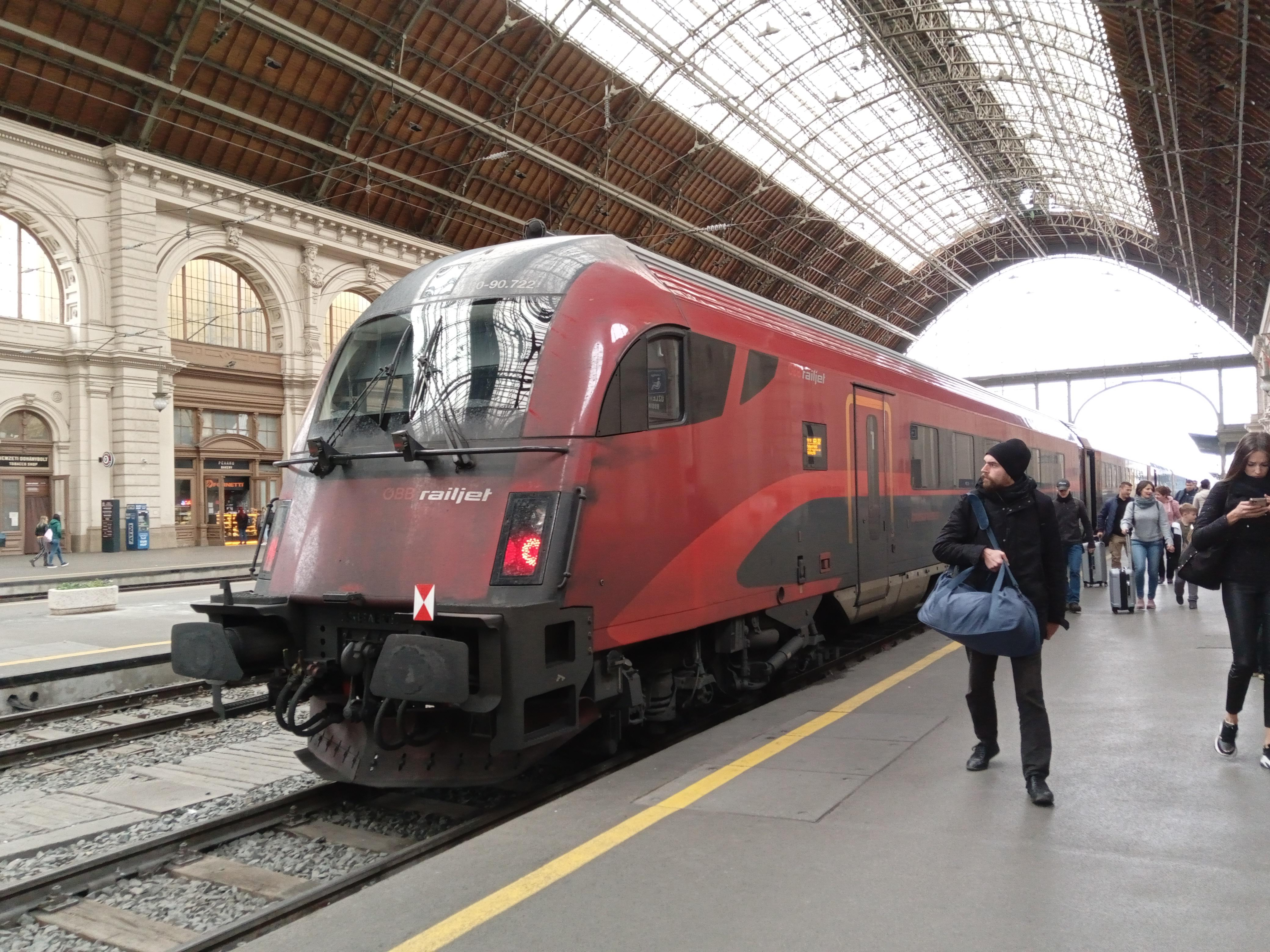
Railjet a Keleti pályaudvaron